# Martina Hingisová
Martina Hingisová (nepřechýleně Hingis, * 30. září 1980 Košice) je bývalá švýcarská tenistka pocházející z česko-slovenské smíšené rodiny, která se na profesionálních okruzích pohybovala mezi sezónami 1994–2017. Matka Melanie Molitorová je Češka, otec Karol Hingis má slovenský původ. Na Letních olympijských hrách 2016 v Rio de Janeiro vybojovala pro Švýcarsko stříbrnou medaili z ženské čtyřhry v páru s Timeou Bacsinszkou.
V tenise je držitelkou několika věkových rekordů, když se jako 15letá stala historicky nejmladším vítězem zápasu i turnaje na grandslamu dospělých a již ve 12 letech nejmladším šampionem grandslamové juniorky. V 16 letech a 182 dnech se v březnu 1997 stala osmou a vůbec nejmladší světovou jedničkou ve dvouhře. Na vrcholu strávila celkem 209 týdnů a naposledy jej opustila 14. října 2002. Během června 1998 byla v 17 letech a 251 dnech poprvé klasifikována rovněž jako nejmladší světová jednička ve čtyřhře; v obou částech žebříčku drží věkový rekord bez ohledu na pohlaví. V osmi obdobích vévodila pořadí čtyřhry 90 týdnů a čelo naposledy opustila v březnu 2018. Celkem 29 týdnů kralovala oběma žebříčkům současně, což se před ní podařilo Navrátilové a Sanchezové Vicariové, a po ní Davenportové, Clijstersové a Sereně Williamsové. Pouze Navrátilová ji v této statistice překonala se 103 týdny.
První trofejí z Australian Open se v 16 letech a 118 dnech věku stala vůbec nejmladším vítězem grandslamové dvouhry včetně mužů. Na okruhu WTA Tour drží rekord nejlepšího vstupu do sezóny, když v roce 1997 zůstala neporažena v prvních 37 zápasech až do finále Roland Garros s Majolijovou, porážky, která ji připravila o zisk kalendářního grandslamu.
Na nejvyšší grandslamové úrovni vyhrála pět singlových titulů – třikrát Australian Open a jednou Wimbledon i US Open. V ženské čtyřhře přidala třináct trofejí. Ve smíšené čtyřhře pak triumfovala na Australian Open 2006 i 2015, ve Wimbledonu 2015, na US Open 2015 a kariérní grandslam s Paesem zkompletovala na French Open 2016 Další dva mixové tituly přidala v roce 2017 z Wimbledonu a US Open s Jamiem Murraym. V roce 1998 zvítězila na všech čtyřech deblových majorech a stala se čtvrtou tenistkou historie, jíž se podařilo vybojovat čistý grandslam v ženské čtyřhře. Titul z US Open 1998 znamenal zkompletování kariérního deblového grandslamu, jehož dosáhla jako 17. hráčka.
Na okruhu WTA Tour vyhrála čtyřicet tři turnajů ve dvouhře a šedesát čtyři ve čtyřhře. V listopadu 2015 se stala šestnáctou hráčkou na okruhu WTA s minimálně 50 deblovými tituly. Singlové finále Turnaje mistryň si zahrála čtyřikrát. V letech 1998 a 2000 z něho odešla vítězně. Deblovou část turnaje pak ovládla s Annou Kurnikovovou také dvakrát. V rámci okruhu ITF získala dva tituly ve dvouhře a jeden ve čtyřhře.
Pro chronické poranění vazů obou hlezen poprvé přerušila profesionální kariéru na konci sezóny 2002, kdy jí bylo 22 let. Po několika operacích a dvouletému odpočinku se na dvorce vrátila v roce 2006. Opět pronikla do první světové desítky až na 6. příčku, když vyhrála tři singlové události. V sezóně 2007 ukončila podruhé tenisovou dráhu v souvislosti s pozitivním testem na kokain. Mezi profesionálky se opět vrátila roku 2013 poté, co oznámila záměr hrát pouze čtyřhru. Nejdříve nastupovala po boku Lisické. Po Wimbledonu 2014 se její spoluhráčkou stala Italka Flavia Pennettaová a mezi březnem 2015 a červencem 2016 nastupovala s Indkou Saniou Mirzaovou, s níž vytvořila nejlepší světový pár, když obě členky v dubnu téhož roku figurovaly na prvních dvou příčkách žebříčku WTA ve čtyřhře. Mezi srpnem 2016 a únorem 2017 hrála s Američankou Coco Vandewegheovou. Od března 2017 do ukončení kariéry v říjnu téže sezóny se její partnerkou stala Tchajwanka Čan Jung-žan.
Jako reprezentantka země helvétského kříže dovedla švýcarský tým do finále Fed Cupu 1998 a spolu s Rogerem Federerem vyhrála Hopmanův pohár 2001. Ve Fed Cupu nastoupila k devatenácti mezistátním utkáním s bilancí 18–4 ve dvouhře a 11–3 ve čtyřhře.
V červnu 2011 ji časopis Time zařadil mezi „30 legend ženského tenisu: minulosti, současnosti a budoucnosti.“ V roce 2013 byla přijata do Mezinárodní tenisové síně slávy. Během kariéry také získala sportovní ocenění.

## Mládí

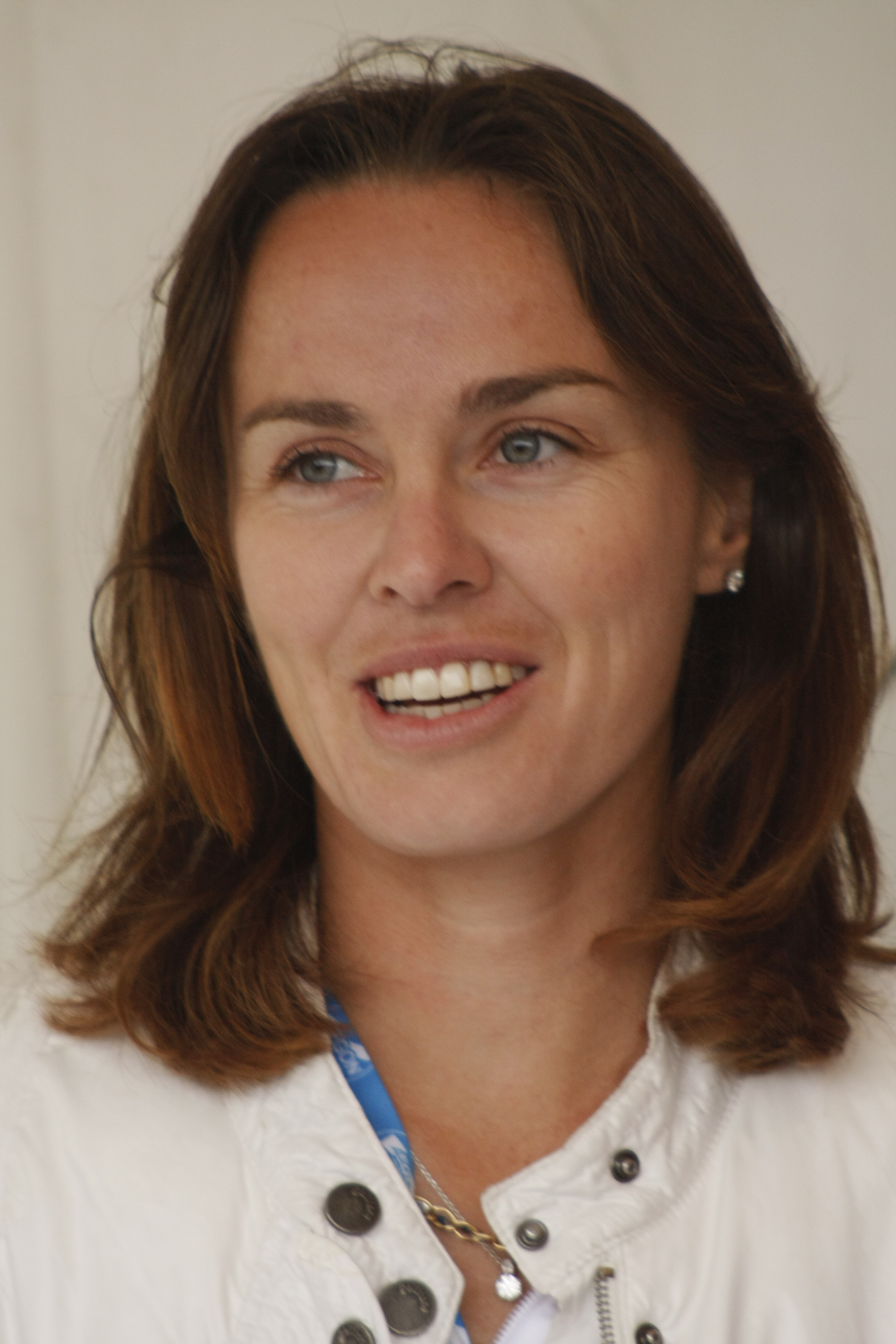
Martina Hingisová, 2011

Martina Hingisová se narodila roku 1980 ve východoslovenské metropoli Košicích, tehdejší součásti Československa, do rodiny tenistů Melanie Molitorové a Karola Hingise.
Matka byla profesionální tenistka, jež v jednom z výročních žebříčků dvouhry žen v ČSSR figurovala na desátém místě. Poskytnout dceři optimální podmínky pro průnik mezi světové tenistky byla připravena již v době těhotenství. Otec vystoupal nejvýše na 19. místo československého žebříčku mužů. Dětství prožila v Rožnově pod Radhoštěm.
Rodiče se rozvedli ve věku jejích šesti let. Matka s ní emigrovala z Československa v roce 1987 do švýcarského Trübbachu. Melanie Molitorová se poté podruhé vdala za švýcarského výpočetního technika Andrease Zogga. Martina Hingisová získala švýcarské občanství v procesu naturalizace.

## Tenisová kariéra

### 1993–1994: Juniorská kariéra
Tenis začala hrát ve dvou letech a ve čtyřech odehrála první turnaj mladších žákyň.
Do juniorského tenisu organizovaného Mezinárodní tenisovou federací vstoupila v roce 1993 jako 12letá žákyně. Prvním turnajem, do něhož nastoupila, se v únoru 1993 stalo 5. halové mistrovství České republiky juniorů, probíhající v Přerově. V úvodním kole ji vyřadila Lenka Němečková.

#### Ve 12 letech nejmladší šampionkou grandslamové juniorky
V sezóně 1993 se stala historicky nejmladší vítězkou juniorky Grand Slamu, když stále ve věku dvanácti let ve finále French Open 1993 zdolala 17letou Belgičanku Laurence Courtoisovou. O rok později vítězství na juniorce French Open 1994 zopakovala, když v boji o titul hladce přehrála 18letou Kanaďanku Sonyu Jeyaseelanovou. V červenci pak triumfovala ve Wimbledonu 1994 po závěrečné výhře nad Jihokorejkou Jeon Mi-ra a z newyorského US Open 1994 odešla jako poražená finalistka, když nestačila na 16letou Američanku Meilen Tuovou.
Na červencovém juniorském mistrovství Evropy 1994 v Klostersu vyhrála dvouhru po rozhodující výhře nad Lenkou Němečkovou. Poslední událostí v této věkové úrovni se pro ni stalo zářijové US Open 1994.
V juniorské kategorii celkově zvítězila v pěti singlových a třech deblových turnajích organizovaných Mezinárodní tenisovou federací. V roce 1994 se stala vůbec nejmladší juniorskou mistryní světa ve dvouhře poté, co zakončila sezónu na 1. místě žebříčku.

### 1993–1995: Rychlý vstup do profesionálního tenisu

#### Kontroverzní rozhodnutí: ve 14 letech mezi profesionálky
První turnaj na okruhu ITF, do něhož nastoupila v říjnu 1993 – měsíc po 13. narozeninách –, vyhrála. Na události s rozpočtem 10 tisíc dolarů ve švýcarském Langhentalu zdolala ve finále Němku Sophii Görgesovou po třísetovém průběhu. Poté se představila v lednu 1994 na coburgském turnaji, z něhož odešla vyřazena ve druhém kole. V rámci okruhu ITF vybojovala celkem dva singlové a jeden deblový titul. K langhentalské trofeji přidala dva triumfy z Prostějova. Na druhém ročníku této české akce vyhrála v březnu 1995 čtyřhru s Petrou Langrovou, navíc ve dvouhře postoupila do finále. Již jako světová šestnáctka o rok později ovládla dvouhru prostějovského turnaje poté, co ve finále zvítězila nad Rakušankou Barbarou Paulusovou.
V rámci okruhu WTA Tour debutovala – a stala se profesionálkou – během první poloviny října 1994, když dva týdny po 14. narozeninách na Zürich Open porazila 29letou Američanku a 45. hráčku klasifikace Patty Fendickovou ve dvou setech. Poté však nenašla recept na favorizovanou světovou pětku Mary Pierceovou. Do turnaje vstupovala na divokou kartu z 378. pozice žebříčku WTA. Zisk 36 bodů jí zajistil posun na 199. místo. Nízká věková hranice, při níž se rozhodla stát profesionálkou, byla kontroverzním tématem pro Ženskou tenisovou asociaci. Krátce nato tato řídící organizace přijala pravidlo, že se 14leté hráčky nesmí účastnit profesionálního okruhu, a věková skupina 15–17letých juniorek bude nadále omezena počtem odehraných událostí v jedné sezóně.
Následující týden se Hingisová poprvé probojovala do čtvrtfinále, když na Porsche Tennis Grand Prix 1994 ve Filderstadtu hladce zdolala 29. ženu světa Helenu Sukovou a také Němku Christinu Singerovou-Bathovou. Mezi poslední osmičkou tenistek nestačila na Američanku Mariannu Werdelovou Witmeyerovou, přestože jí v prvním setu uštědřila „kanára“. Do essenského Nokia Grand Prix 1994 již přijížděla v roli 120. hráčky pořadí. Konečnou fází se pro ni stalo opět čtvrtfinále porážkou od Kariny Habšudové. Danou sezónu zakončila na 87. místě žebříčku WTA.

#### Nejmladší vítězka singlového zápasu na Grand Slamu
Na grandslamu debutovala lednovým Australian Open 1995, kde na úvod přešla přes Američanku Jolene Watanabeovou Giltzovou, aby ji poté ve své nejlepší sezóně kariéry vyřadila pozdější osmifinalistka Kjōko Nagacuková z Japonska. Ve věku 14 let a 3 měsíců se stala nejmladším tenistou, jenž vyhrál singlový zápas na Grand Slamu.
První finále na okruhu WTA si zahrála ve věku 14 let na květnovém Citizen Cupu 1995. Na její raketě této hamburské události postupně skončily Sandrine Testudová, světová pětka Jana Novotná – poprvé porazila hráčku elitní desítky žebříčku, Judith Wiesnerová i Anke Huberová. Až v boji o titul ji deklasovala druhá nasazená Conchita Martínezová, když získala jen jediný gem. Na pařížské French Open 1995 přijela jako světová třiadvacítka. Ve třetím kole ji stopku vystavila turnajová sedmička Lindsay Davenportová. Ve Wimbledonu 1995 prohrála otevírací zápas proti světové jedničce Steffi Grafové a US Open 1995 znamenalo první grandslamovou účast v osmifinále, v němž ji zastavila osmá hráčka žebříčku Gabriela Sabatini. Sezónu zakončila na 16. místě světové klasifikace.
Premiérový titul na okruhu WTA Tour vybojovala ve čtyřhře Citizen Cupu 1995, v jehož závěru přehrály třetí nasazený pár Conchita Martínezová a Patricia Tarabiniová. Jako poražená finalistka pak odešla po boku Ivy Majoliové z deblové soutěže Canadian Open 1995, když dvojice nestačila na turnajové trojky Gabrielu Sabatiniovou a Brendu Schultzovou-McCarthyovou.

### 1996: Historicky nejmladší vítězka Wimbledonu po deblové výhře

#### Skalp světové jedničky a wimbledonský triumf v ženské čtyřhře

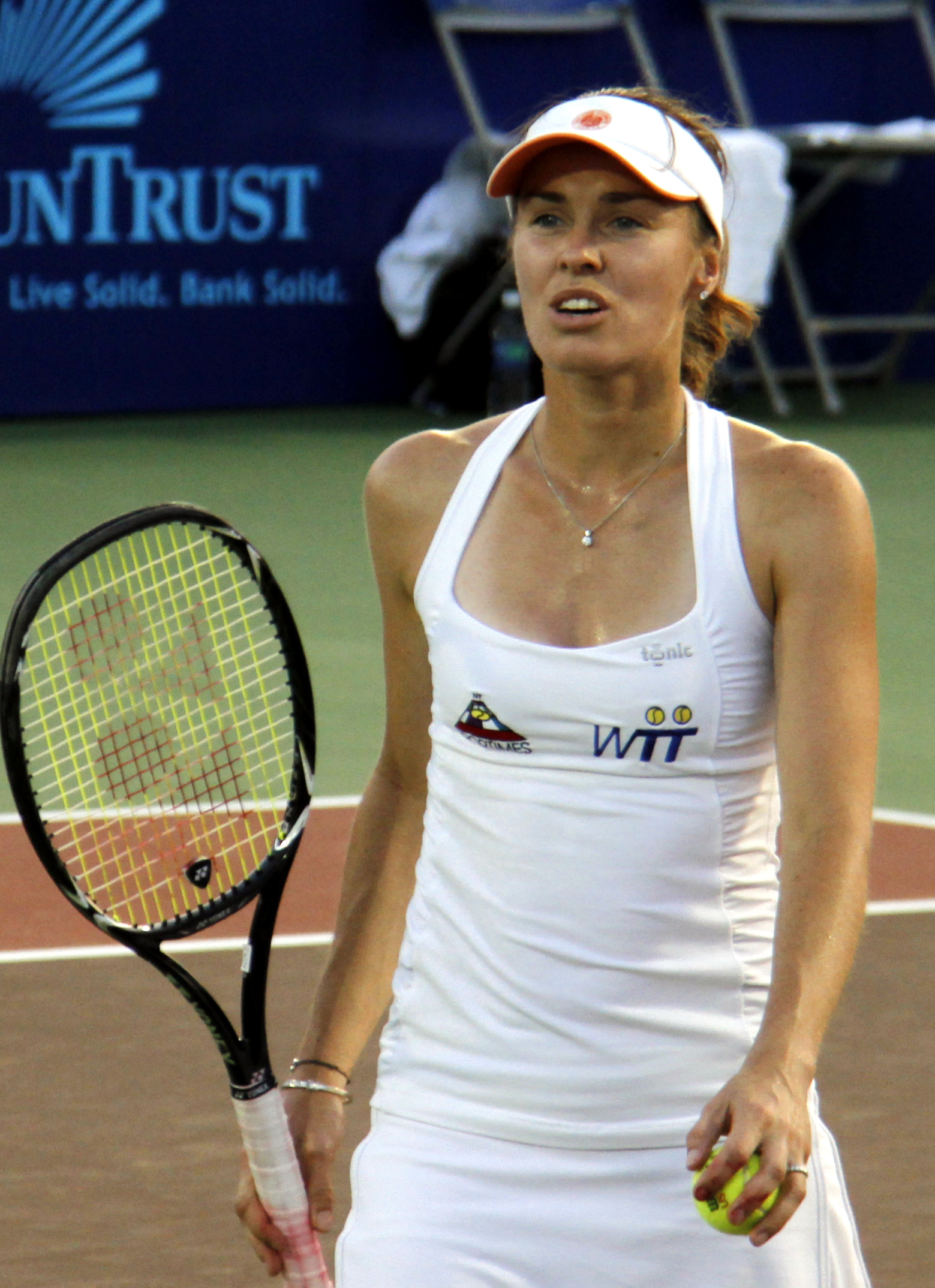
Na newyorské exhibici, 2011

Na Australian Open ji ve čtvrtfinále vyřadila světová osmnáctka Amanda Coetzerová. Následovala semifinálová účast na tokijském Toray Pan Pacific Open z kategorie WTA Tier I, kde nestačila na chorvatskou osmou hráčku žebříčku Ivu Majoliovou. Jako světová šestnáctka v březnu zavítala na prostějovský turnaj okruhu ITF s dotací 50 tisíc dolarů, kde jako nejvýše nasazená ve finále zdolala Rakušanku Barbaru Paulusovou.
Výraznější výsledek na antuce přišel na květnovém Italian Open, kde jako 15letá hrála v roli turnajové šestky. Ve čtvrtfinále přehrála světovou jedničku Steffi Grafovou. Jednalo se o její první vítězství nad hráčkou v čele světové klasifikace. Grafová na antuce prohrála po téměř dvou letech, poprvé od semifinále French Open 1994.. Poté zvládla utkání s Rumunkou Irinou Spirleaovou, aby ji v boji o titul zastavila třetí žena klasifikace Conchita Martínezová. French Open představoval vyřazení ve třetím kole od Karin Habšudové ve třech setech. Ve Wimbledonu ji čerstvou porážku oplatila mezi poslední šestnáctkou Grafová. Přesto se na tomto majoru zapsala do historických statistik tenisu, když s Helenou Sukovou vyhrála ženskou čtyřhru. Stala se tak vůbec nejmladším vítězem grandslamu. Hingisové bylo 15 let a 282 dní, čímž překonala o tři dny stáří Lottie Dodové jako nejmladší vítězky wimbledonské dvouhry z roku 1887.

#### Olympionička a první profesionální trofej ve dvouhře
V červenci se zúčastnila atlantské letní olympiády. V singlové soutěži byla patnáctou nasazenou. Ve druhé fázi ji vyřadila Japonka Ai Sugijamová. Grandslamové maximum vytvořila na newyorském US Open, kde pronikla přes čerstvou bronzovou olympijskou medailistku Janu Novotnou do semifinále. Podruhé v sezóně ji v něm zdolala světová jednička Steffi Grafová.
Premiérový singlový titul vybojovala na říjnovém Porsche Tennis Grand Prix, hraném na tvrdém povrchu v německém Filderstadtu. Ve čtvrtfinále zůstala na její raketě světová dvojka Arantxa Sanchézová Vicariová, poté čtyřka Lindsay Davenportová. Trofej si odvezla po výhře nad pátou hráčkou klasifikace Anke Huberovou. Také navazující Barilla Indoors v Curychu znamenal finálovou účast. V závěrečném duelu ji však zastavila Jana Novotná, když jí odebrala jen čtyři gamy. O dva týdny později ji ńa chicagském Ameritech Cupu z kategorie Tier I opět stopku vystavila Novotná, tentokrát v semifinále. Druhou trofej přidala v listopadu na oaklandském Bank of the West Classic, kde ve finále deklasovala světovou jedničku Moniku Selešovou, jíž povolila jen dva gamy. Na newyorský Turnaj mistryň přijížděla jako turnajová sedmička a třetí nejmladší účastnice v jeho historii. Po vyřazení Majoliové mezi poslední čtveřicí utržila ve finále dva „kanáry“ od Steffi Grafové, a po pětisetovém průběhu jí za 2.49 hodiny podlehla.
Sezónu zakončila na 6. místě dvouhry a 10. příčce čtyřhry.

### 1997: Nejlepší rok kariéry – jeden zápas od čistého Grand Slamu
Švýcarka sezónu ovládla, když vévodila singlovým statistikám dvanácti vyhranými turnaji, třinácti odehranými finále, získáním tří ze čtyř grandslamů a nejvyšším výdělkem 3 400 196 dolarů. Poměr singlových výher a proher činil 93,8 %. Na konci března se stala světovou jedničkou a dalších 80 týdnů, až do října 1998, čelo žebříčku WTA neopustila. Jediný prohraný zápas ve finále French Open znamenal, že se nestala třetí tenistkou historie, která dosáhla na čistý Grand Slam. Ve všech čtyřech vzájemných duelech roku porazila bývalou světovou jedničku Moniku Selešovou.

#### Nejmladší vítězka Grand Slamu i světová jednička ve 20.století
V první části roku zaznamenala sérii 37 výher a šesti titulů v řadě, což znamenalo druhý nejlepší vstup do sezóny v otevřené éře tenisu.
Druhý týden sezóny odehrála Sydney International z kategorie Tier II, kde jako druhá nasazená prošla přes Mary Joe Fernandezovou do finále. V něm přehrála Američanku Jennifer Capriatiou po třísetovém průběhu. Vítěznou šňůru prodloužila na Ford Australian Open, kde neztratila ani jednu sadu. V semifinále opět zdolala Mary Joe Fernandezovou. V boji o titul vyhrála nad francouzskou 22. hráčkou žebříčku Mary Pierceovou, která získala jen čtyři gemy. Hingisová se výhrou v 16 letech a 117 dnech stala nejmladším vítězem grandslamové dvouhry v historii tenisu. Po boku Bělorusky Nataši Zverevové zvítězila i v ženské čtyřhře po výhře nad párem Lindsay Davenportová a Lisa Raymondová.

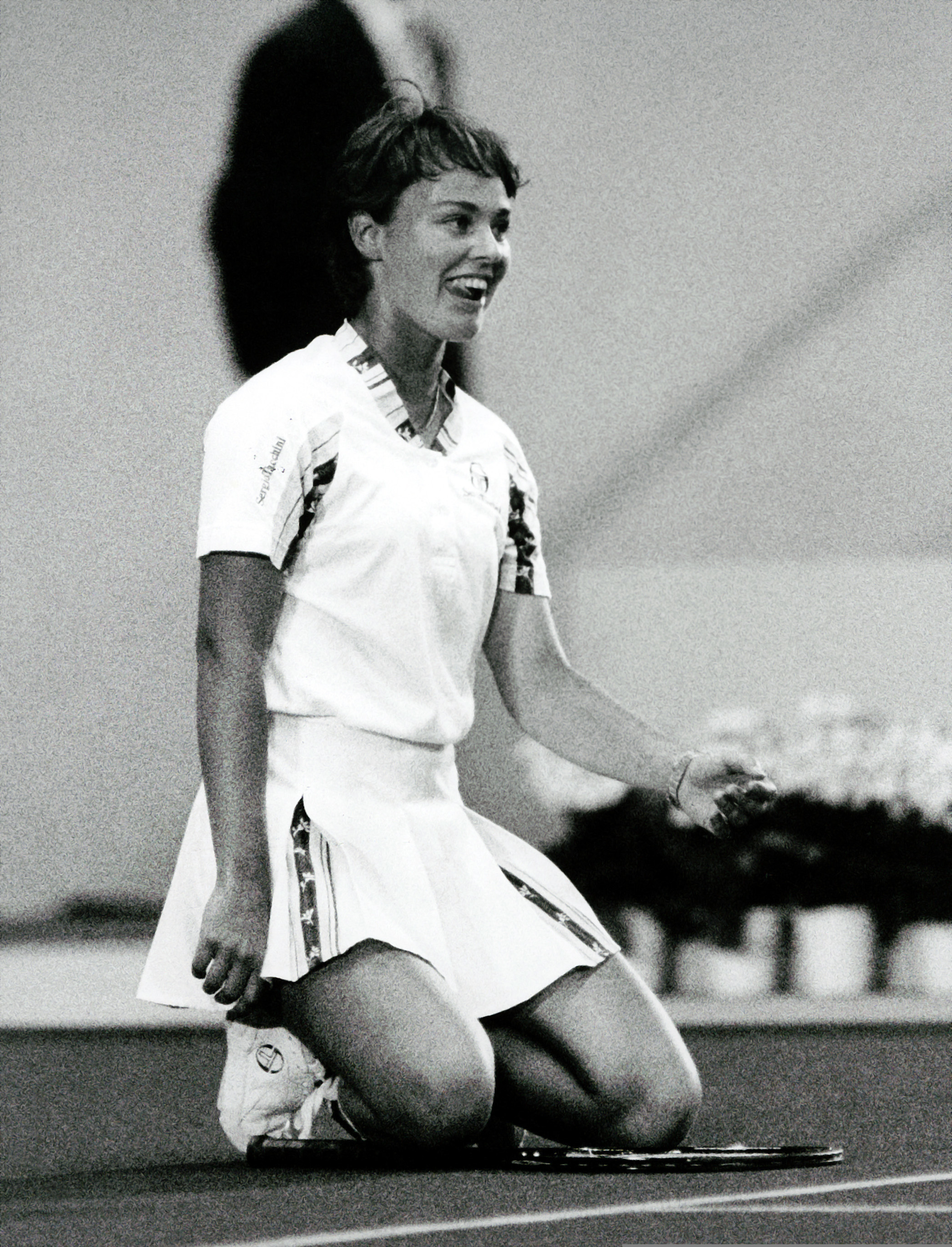
V semifinále vítězného Toray Pan Pacific Open 1997 porazila Huberovou

Na únorovém Toray Pan Pacific Open vybojovala třetí trofej v řadě. V semifinále vyřadila Anke Huberovou a před finále odstoupila světová jednička Steffi Grafová. Vítězná série pokračovala i na pařížském Open Gaz de France, kde ji ani v závěrečném duelu nezastavila Anke Huberová.
Dominanci ve světovém tenisu potvrdila pátým a šestým titulem, když zvítězila na velkých amerických turnajích kategorie WTA Tier I – Lipton Championships a Family Circle Cup. Na prvním z nich v Miami udolala v semifinále čtvrtou hráčku klasifikace Janu Novotnou. Následně za pouhých 44 minut deklasovala Moniku Selešovou. Na druhém v Hilton Head na ni ve finále opět nenašla recept Selešová, když v těsném průběhu rozhodl až tiebreak závěrečné sady. Šňůra 32zápasové neporazitelnosti od ledna 1997 znamenala další rekordní zápis, když 31. března vystřídala Steffi Grafovou na čele světového žebříčku WTA jako vůbec nejmladší tenistka na této pozici.
Poté několik týdnů nehrála. Na dvorce se vrátila ve druhé polovině května pařížským French Open. Po prvních dvou výhrách zůstaly na její raketě Anna Kurnikovová, Barbara Paulusová, Arantxa Sánchezová Vicariová a v semifinále třetí nasazená Selešová. Ve finálovém střetnutí však podlehla Chorvatce Ivě Majoliové. Jednalo se o jediný grandslamový zápas dvouhry, jenž Švýcarka během sezóny prohrála. Připravil ji tak o dovršení čistého Grand Slamu.
Ve Wimbledonu potvrdila úlohu nejvýše nasazené. Na cestě do finále ji nejvíce gamů odebrala v úvodním kole Lucemburčanka z třetí stovky Anne Kremerová. Zbylé zápasy měly hladký průběh a soupeřky uhrávaly čtyři nebo pět her. Ve čtvrtfinále zdolala Denisu Chládkovou a mezi poslední čtveřicí Annu Kurnikovovou. Ve finálovém duelu proti světové trojce Janě Novotné ztratila první sadu. Češka však wimbledonské finále, stejně jako v roce 1993, nedovedla do vítězného konce, když zbylé dva sety prohrála. Hingisová se tak stala nejmladší šampionkou Wimbledonu od roku 1887, kdy v němž triumfovala 15letá Lottie Dodová.

#### Šampionka Turnaje mistryň a pád z čela žebříčku
Na amerických betonech dobyla další tři trofeje. Na červencovém Bank of the West Classic ve Stanfordu si připsala double, když vedle singlu vyhrála i čtyřhru s Davenportovou. Další týden situaci zopakovala na Toshiba Classic v San Diegu, kde vedle dvouhry ovládla čtyřhru s Arantxou Sánchezovou Vicariovou. Teprve druhou porážku sezóny ji v polovině srpna uštědřila sedmá hráčka žebříčku Lindsay Davenportová v semifinále losangeleského Acura Classic po třísetovém průběhu. Na závěrečném grandslamu US Open neztratila žádný set. Na cestě za premiérovým newyorským titulem ji v závěrečných kolech nezastavily Sanchézová Vicariová, Lindsay Davenportová a v boji o titul ani Venus Williamsová, která hrála své premiérové finále Grand Slamu. Po výhře dosáhla košická rodačka na třetí ze čtyř grandslamů v roce. Stala se tak sedmou a nejmladší tenistkou historie, která se probojovala do všech čtyř finále v jediném kalendářním roce. Před ní tohoto výkonu dosáhly Maureen Connollyová, Margaret Courtová, Chris Evertová, Martina Navrátilová, Steffi Grafová a Monika Selešová. Ve věku šestnácti let také představovala nejmladší vítězku tří majorů v sezóně.
V říjnu přidala double z halového Porsche Tennis Grand Prix, kde v posledním zápase singlové soutěže přehrála Lisa Raymondou a čtyřhru ovládla po boku Sánchezové Vicariové. Poslední dvanáctou trofej v roce dosáhla na halovém Advanta Championships ve Filadelfii, kde po dramatickém průběhu triumfovala ve finále nad Davenportovou až v tiebreaku rozhodující sady. Na Turnaji mistryň skončila již ve druhém kole na raketě sedmé nasazené a pozdější finalistky Mary Pierceové.

### 1998: Zisk čistého Grand Slamu v ženské čtyřhře

#### Trofej na Indian Wells Masters

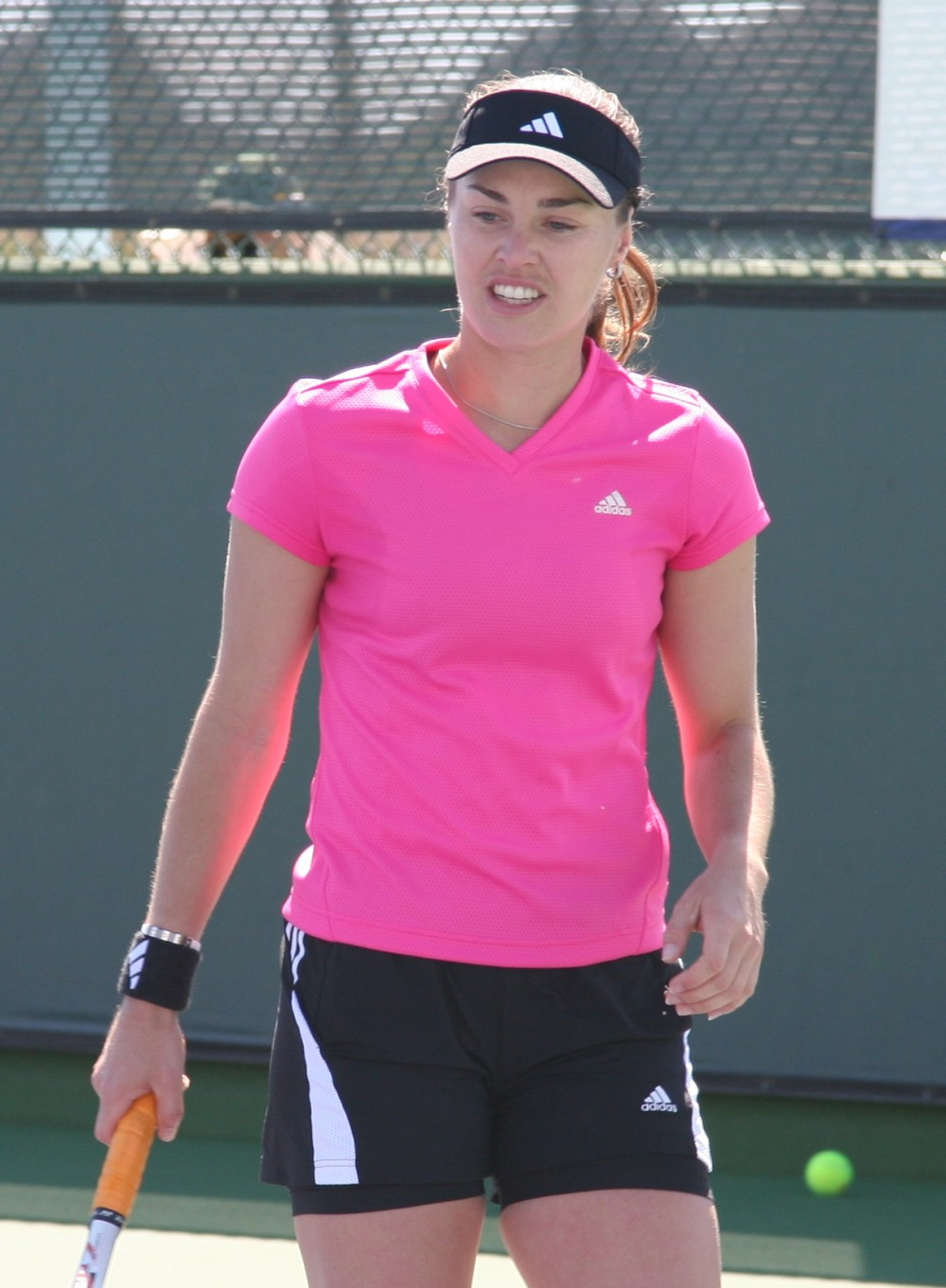
Během Indian Wells Masters 2006

Po volném losu prohrála svůj úvodní zápas sezóny, když na Sydney International nestačila na pozdější finalistku Venus Williamsovou. Přesto si odvezla titul z deblové soutěže v páru s Helenou Sukovou. V roli první nasazené a obhájkyně titulu zavítala na Australian Open. Třetí grandslam za sebou vyhrála poté, co ve čtvrtfinále vyřadila Mary Pierceovou, v semifinále turnajovou desítku Anke Huberovou a v závěrečném boji osmou nasazenou Conchitu Martínezovou po setech 6–3 a 6–3. Spolu s Chorvatkou opanovala také ženskou čtyřhru. Na Toray Pan Pacific Open ji ve finále zastavila Davenportová ve dvou setech.
Po třítýdenní pauze se na kurtech objevila v březnu během State Farm Evert Cupu v Indian Wells. Po vyřazení Conchity Martínezové a Venus Williamsové zvládla i finále proti světové dvojce a obhájkyni Davenportové. Vítězstvím si upevnila vedoucí pozici na žebříčku WTA. Navazující Lipton Championships v Miami představoval semifinálovou porážku od Venus Williamsové. Druhým společným titulem s Janou Novotnou ze čtyřhry navázaly stabilní spolupráci a na konci sezóny byly vyhlášeny nejlepší světovou dvojicí roku.
Na hamburské antuce Intersport Grand Prix se obě spoluhráčky potkaly ve finále, které zvládla Švýcarka ve dvou setech. V deblové soutěži prohrály duel o titul s párem Barbara Schettová a Patty Schnyderová. Římský Italian Open představoval hladký postup do finále, když ve čtyřech zápasech ztratila jen 15 gamů. Závěrečný duel však nezvládla, po třetí porážce v roce, od světové devítky Venus Williamsové. Přesto neúspěch s Američankou odčinila ve čtvrtfinále French Open, kde ji vyřadila. V semifinále však nenašla recept na osmou hráčku žebříčku Monika Selešovou S Novotnou triumfovala v ženské čtyřhře. V semifinále travnatého Wimbledonu ji rok starou porážku vrátila světová trojka Jana Novotná. V deblové soutěži obě vybojovaly trofej.

#### Zvládnutý Turnaj mistryň a světová dvojka
Během letní sezóny na amerických betonech nevyhrála žádný turnaj. Mezi poslední čtveřicí ji na sandiegském Toshiba Classic přehrála Mary Pierceová. Na Acura Classic ji v utkání o titul porazila Davenportová a na montréalském du Maurier Open ji v semifinále stopku vystavila pátá nasazená Selešová. Na letní vrchol US Open přijížděla stále jako světová jednička. Ve čtvrtém kole zdolala Francouzku Nathalii Dechyovou. Poté zvládla zápasy proti Selešové i Novotné. Až v závěrečném střetnutí podlehla potřetí v roce Lindsay Davenportové po dvousetovém průběhu. Přesto se na newyorském majoru zapsala do statistik historie tenisu, když s Novotnou vyhrála ženskou čtyřhru. Stala se tak čtvrtou tenistkou historie, jíž se podařilo vybojovat čistý grandslam v ženské čtyřhře. Titul z US Open 1998 současně znamenal zkompletování kariérního deblového grandslamu, jehož dosáhla jako 17. hráčka.
V září se uskutečnil první ze dvou ročníků ženského Grand Slam Cupu v Mnichově, na němž mezi poslední čtveřicí hráček skrečovala v závěru třetího setu krajance a světové devítce Patty Schnyderové pro křeče. Dlouhodobá ztráta bodů – vrcholící vyřazením ve čtvrtfinále Porsche Tennis Grand Prix od Belgičanky Dominique Monamiové –, znamenala, že ji 12. října na čele světové klasifikace po 80 týdnech vystřídala Američanka Lindsay Davenportová. V listopadu poprvé ovládla Turnaj mistryň, kde zvládla semifinále proti Irině Spirleaové a poslední duel v roce, čtyřsetový boj o titul s Davenportovou.
Sezónu zakončila na 2. místě dvouhry (288 bodů za Davenportovou) a na 2. příčce čtyřhry (178 bodů za Zverevovou).

### 1999: Současné kralování žebříčku dvouhry i čtyřhry
V sezóně dominovala statistikám sedmi vyhranými turnaji (spolu s Davenportovou) a třinácti odehranými finále. Na odměnách vydělala nejvyšší částku 3 291 780 dolarů a podruhé v kariéře rok zakončila jako světová jednička. Se stabilní spoluhráčkou Annou Kurnikovovou se staly párem roku.

#### Singlový i deblový hattrick na Australian Open
Na lednovém Sydney International z kategorie Tier II pronikla jako světová dvojka do finále, v němž podlehla první hráčce klasifikace Lindsay Davenportové. Potřetí za sebou pak vyhrála Australian Open, což se v otevřené éře před ní podařilo pěti hráčkám – Goolagongové, Courtové, Selešové a Grafové. Navíc, také jako šestá žena open éry, vyhrála potřetí za sebou ženskou čtyřhru, poprvé v páru s Ruskou Annou Kurnikovovou, s níž utvořila novou stabilní dvojici. S bývalou spoluhráčkou, tehdy 30letou Janou Novotnou, se rozešla, když ji označila za „příliš starou a příliš pomalou“. V melbournské dvouhře svedla jediné třísetové klání ve čtvrtém kole s šestnáctou hráčkou pořadí Amandou Coetzerovou. V závěrečných třech zápasech proti Mary Pierceové, Monice Selešové a světové devětadvacítce Amélii Mauresmové již nepřipustila komplikace.

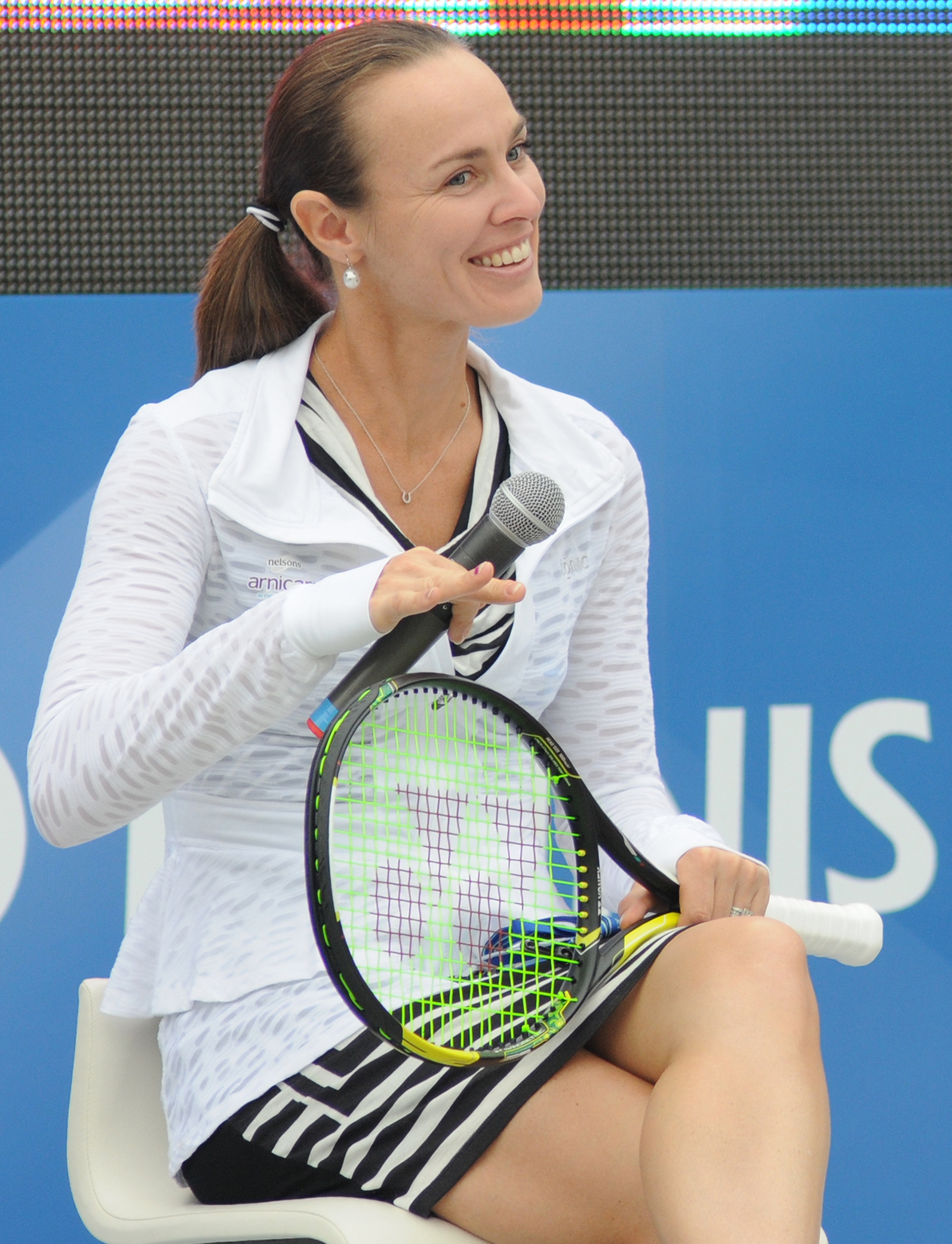
Na tokijském turnaji v roce 2014

Na vítězné vlně pokračovala tokijským Toray Pan Pacific Open, kde přes Novotnou postoupila do finále. Na druhém turnaji v řadě zdolala Coetzerovou, která ji odebrala pouze tři gamy. Bodový zisk jí po sedmnácti týdnech na druhé příčce zajistil 8. února návrat do čela světové klasifikace, kde strávila dalších 21 týdnů až do července 1999. Evert Cup v Indian Wells opustila po čtvrtfinálové prohře od americké tenistky ze třetí desítky Chandy Rubinové. Úvodními čtyřmi zápasy navazujícího Lipton Championships v Miami prošla hladce, když nejvyšší počet pěti gamů jí odebrala Karina Habšudová ve druhém kole. V semifinále však podlehla světové šestnáctce Sereně Williamsové. Na antukovém Family Circle Cupu v Hilton Head přehrála mimo jiné kvalitní deblistky. Mezi poslední osmičkou Natašu Zverevovou, poté Janu Novotnou a ve finále dvacátou ženu pořadí a svou deblovou partnerku Annu Kurnikovovou.
V dubnu opět nehrála a na okruh se vrátila počátkem května během Italian Open, kde vrátila porážku Sereně Williamsové, aby ji v navazujícím semifinále vyřadila starší sestra Američanky Venus Williamsová, figurující na pátém místě. Na berlínském WTA German Open nepoznala přemožitelku, když v semifinále uštědřila „kanára“ čtvrté nasazené Arantxé Sánchezové Vicariové a v závěrečném duelu deklasovala Francouzku Julii Halardovou-Decugisovou. Na antukový vrchol French Open tak zavítala jako jedna z hlavních favoritek a světová jednička. Svou roli potvrdila, když na cestě do finále neztratila žádný set. Ve čtvrtfinále přešla nad překvapením turnaje, až 125. hráčkou žebříčku Barbarou Schwartzovou z Rakouska a v semifinále na ni opět nenašla recept Sánchezová Vicariová. V boji o titul ji čekala jedna z nejlepších hráček historie, téměř 30letá Steffi Grafová, které patřila šestá pozice světové klasifikace. Po dramatickém průběhu Němce podlehla 6–4, 5–7 a 2–6, když ztratila průběžné vedení 6–4 a 2–0. Grafová tak získala poslední grandslam kariéry, šestý z Roland Garros, a za dva měsíce ukončila profesionální dráhu. Hingisová se do finále Roland Garros již nikdy neprobojovala a antukový major jí, jako jediný, chyběl ke zkompletování kariérního grandslamu.

#### Wimbledonský výpadek
Výpadek Hingisovou postihl ve Wimbledonu, kde jako nejvýše nasazená utržila rychlou porážku od 16leté australské kvalifikantky a pozdější čtvrtfinalistky Jeleny Dokićové, které patřila 129. příčka žebříčku. V zápase měla úspěšnost prvního servisu jen 44 % a pětkrát podání ztratila. Stala se tak třetí turnajovou jedničkou v otevřené éře, která prohrála v prvním kole grandslamu a zařadila se po bok Virginie Ruziciové (Australian Open 1979) a Steffi Grafové (Wimbledon 1994). Od US Open 1996 se Švýcarka vždy probojovala minimálně do semifinále. Jen třikrát v kariéře byla vyřazena v úvodní fázi grandslamu a to ve Wimbledonu 1995, 1999 a 2001. Ztráta bodů způsobila, že 5. července opustila post světové jedničky, který na měsíc přenechala Davenportové.
Ve 21:15 hodin, v den vyřazení z dvouhry, oznámila odstoupení z ženské čtyřhry pro přetrvávající zdravotní problémy, do níž měla nastoupit se stabilní spoluhráčkou Annou Kurnikovovou.

#### Třetí žena na čele dvouhry i čtyřhry současně

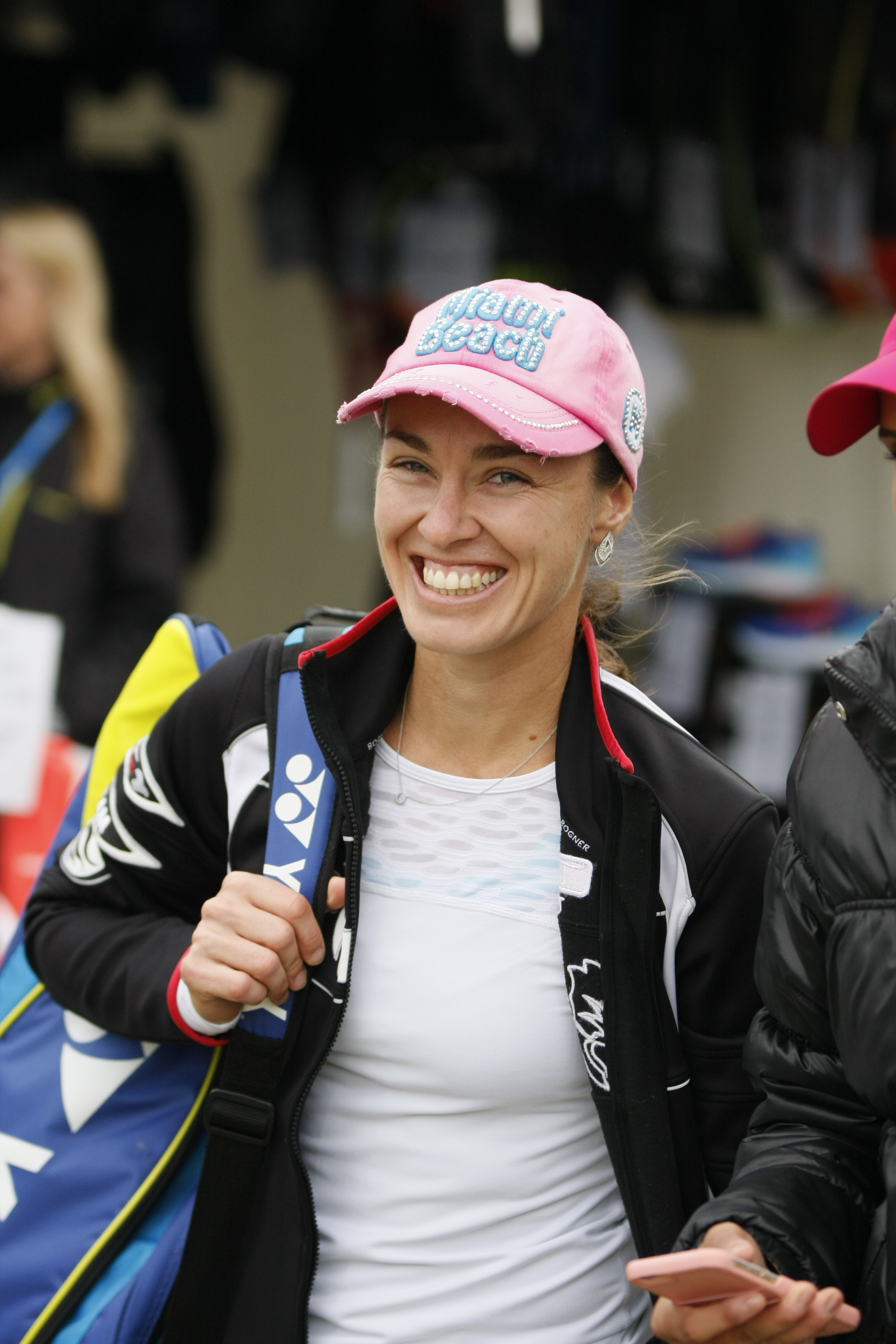
Na červnovém AEGON International 2015

Na dvorce se vrátila po šesti týdnech srpnovým Tennis Classic v San Diegu. V semifinále na její raketě skončila Jihoafričanka Amanda Coetzerová a v boji o vítězství nadělila „kanára“ světové čtyřce Venus Williamsové. Bodový zisk za titul jí pomohl k návratu na čelo klasifikace, když 9. srpna vystřídala Davenportovou a na této pozici již setrvala do konce roku. V té chvíli současně vévodila i deblovému žebříčku WTA, když na jeho prvním místě figurovala mezi 7. červnem až 4. červencem, a opět od 2. do 22. srpna 1999. Celkově setrvala zároveň na prvním místě dvouhry a čtyřhry 27 týdnů, a to v několika obdobích. Po Martině Navrátilové a Arantxe Sánchezové Vicariové se stala třetí hráčkou, jíž se tento výkon podařil (později se k nim přidaly Lindsay Davenportová a Kim Clijstersová). Na losangeleském Acura Classic byla před branami finále zastavena Serenou Williamsovou a o týden později slavila další trofej, když v závěrečném duelu torontského du Maurier Open porazila světovou pětku Moniku Selešovou. Bez prohrané sady došla do semifinále US Open. V něm po třísetovém průběhu zdolala Venus Williamsovou, aby ve finále podruhé v měsíci nestačila na 17letou Serenu Williamsovou. Američanka si tak připsala premiérový grandslam z dvouhry.
Na druhém a závěrečném ročníku mnichovského Grand Slam Cupu postoupila přes Mauresmovou do semifinále, kde jí stopku vystavila pro změnu starší ze sester Williamsových – Venus, až v rozhodujícím setu 9–7 na gemy. Následující týden se obě hráčky střetly znovu ve finále curyšského Swisscom Challenge, se stejným koncem v podobě vítězství třetí ženy klasifikace Williamsové. Po měsíční pauze se představila v polovině listopadu na Advanta Championships, konaném ve Filadelfii. Přes světovou sedmou Nathalii Tauziatou postoupila do boje o titul, v němž ji zdolala Lindsay Davenportová. Třetí finálovou porážku v řadě jí přivodila opět druhá žena pořadí Davenportová na závěrečné události Turnaji mistryň. Švýcarce tak oplatila rok starou finálovou prohru z newyorského turnaje. Přesto měla Hingisová před Američankou v konečné klasifikaci WTA náskok 1 233 bodů. V žebříčku čtyřhry skončila na 2. místě pouhých 13 bodů za svou spoluhráčkou Kurnikovovou.

### 2000: Potřetí a naposledy nejlepší hráčkou v konečném pořadí
V sezóně vyhrála nejvyšší počet devíti turnajů, stejně tak se probojovala do nejvíce finále, když jich odehrála třináct. První místo obsadila v žebříčku výdělků s 3 457 049 dolary. V závěrečném hodnocení světové klasifikace skončila potřetí jako světová jednička.

#### Úspěšná obhajoba v Tokiu
Sezónu již tradičně rozehrála na sydneyském Adidas International, kde jako nejvýše nasazená skončila v semifinále na raketě deváté hráčky žebříčku a pozdější vítězky Amélie Mauresmové.

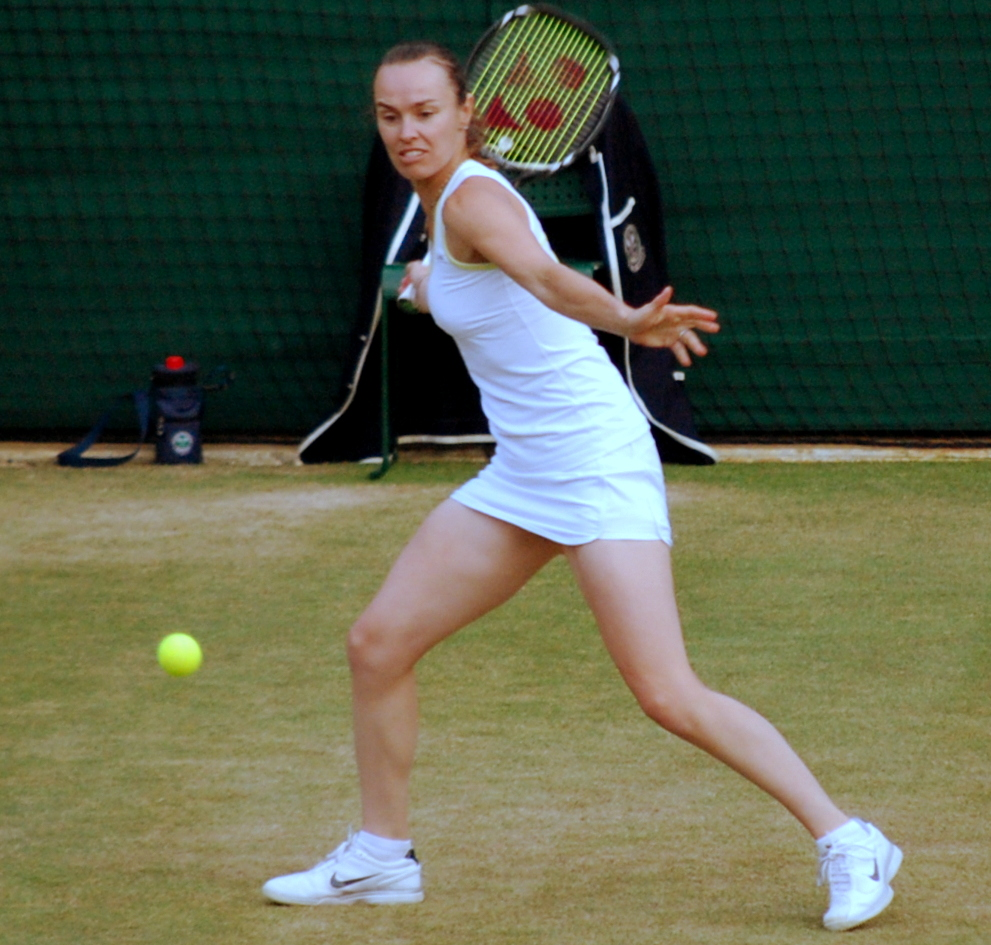
Ve Wimbledonu 2011 odehrála soutěž legend

V pozici trojnásobné obhájkyně zamířila na Australian Open, kde roli největší favoritky na cestě do finále plnila hladkým průchodem jednotlivými koly. Pouze v osmifinále Sandrine Testudová dovedla set do tiebreaku, jenž Švýcarka vyhrála. Mezi poslední osmičkou deklasovala třináctou nasazenou Arantxu Sánchezovou Vicariovou. V semifinále si poradila s další Španělkou Conchitou Martínezovou. Sérii 27zápasové neporazitelnosti na Australian Open ukončila druhá žena žebříčku Lindsay Davenportová. Přestože Švýcarka dotáhla ztrátu 1–5 ve druhé sadě, v jejím závěru opět prohrála podání. Američanka si před utkáním ledovala bolestivou dolní končetinu. Také v ženské čtyřhře byla trojnásobnou obhájkyní trofeje. Ve finále po boku nové spoluhráčky Mary Pierceové podlehly dvojici Lisa Raymondová a Rennae Stubbsová.
První obhájený titul v roce dobyla na tokijském Toray Pan Pacific Open po semifinálové výhře nad Chandou Rubinovou a finálovém triumfu nad světovou patnáctkou Sandrine Testudovou. S Pierceovovou si z Japonska odvezly premiérový společný titul ze čtyřhry. Na počátku března svou francouzskou deblovou spoluhráčku zdolala v semifinále State Farm Women's Tennis Classic v arizonském Scottsdale. Debutový ročník však nepoznal vítězku, když bylo její finále s Davenportovou zrušeno pro vytrvalý déšť. Jednalo se o první zrušený zápas na okruhu WTA Tour od červnového semifinále travnatého DFS Classic 1998 v Birminghamu. Finálový duel si první dvě hráčky vynahradily na Indian Wells Masters a podruhé v roce odešla vítězně Davenportová, která Švýcarce uštědřila v rozhodujícím setu „kanára“. Navazující Ericsson Open v Miami ji zastihl ve vyšší formě. Tři soupeřky odešly s kanárem, včetně semifinále, v němž osmá hráčka klasifikace Monika Sešelová prohrála 0–6 a 0–6. Ve finále pak oplatila porážku Davenportové. Bodový zisk ji přesto neudržel na čele světové klasifikace a 3. dubna přenechala první místo na měsíc Davenportové.

#### Hamburská a berlínská výhra

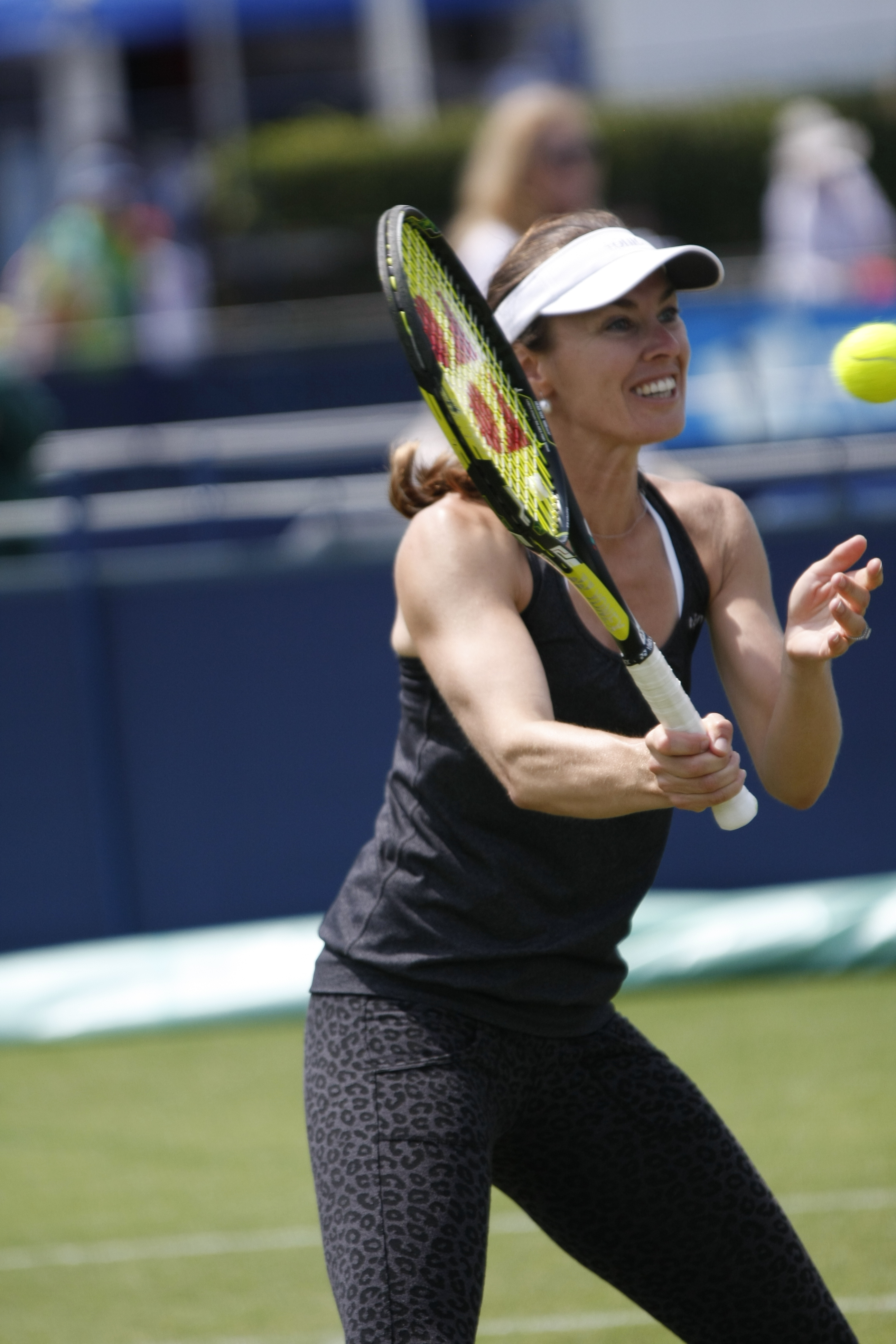
Trénink na AEGON International 2014

Druhou trofej roku vybojovala na Betty Barclay Cupu závěrečnou výhrou nad Arantxou Sánchezovou Vicariovou. Po dvou letech tak zvítězila na hamburském turnaji a připsala si šestý titul z antuky. V roli obhájkyně přijela na WTA German Open, kde v semifinále nenašla recept na světovou osmičku Conchitu Martínezovou. Na pařížském French Open opět hrála v pozici světové jedničky, když se do čela vrátila 22. května. Přestože ji v osmifinále uštědřila Rumunka Ruxandra Dragomirová „kanára“, zbylé dvě sady vyhrála a postoupila do dalšího kola. V něm přešla přes Chandu Rubinovou, aby ji v semifinále zastavila šestá nasazená Mary Pierceová. Francouzka vyhrála jak dvouhru, tak s Hingisovou i ženskou čtyřhru.
Druhý titul z travnatého pažitu si na konci června odvezla z rosmalenského Heineken Trophy, když jí ve druhém setu závěrečného duelu skrečovala turnajová osmička Ruxandra Dragomirová. Přes Anke Huberovou postoupila do čtvrtfinále Wimbledonu, v němž podlehla světové pětce a pozdější šampionce Venus Williamsové. Na amerických betonech postupně zlepšovala výsledky. Ve čtvrtfinále skončila na Acura Classic a v semifinále na estyle.com Classic. Montréalský du Maurier Open znamenal trofej, když na ni v semifinále nenašla recept Conchita Martínezová. V rozhodující třetí sadě boje o titul jí skrečovala Serena Williamsová pro zánět kůstky levé nohy, přestože Američanka získala úvodní sadu poměrem 6–0 za 21 minut. Hladký průběh měly první čtyři kola US Open, v nichž ztratila jen deset gamů. Ve čtvrtfinále přidala světové pětce Monice Selešové třetího „kanára“ ze vzájemných duelů za sebou. V semifinále však, stejně jako ve Wimbledonu, podlehla Venus Williamsové po třísetovém průběhu.

#### Čtvrtá stuttgartská trofej za pět let a druhá z Turnaje mistryň
Na Letních olympijských hrách v Sydney nestartovala. Na okruh se vrátila počátkem října halovým Porsche Tennis Grand Prix ve Filderstadtu. Turnajem prošla bez zaváhání, když v závěrečných dvou kolech zdolala Arantxu Sánchezovou Vicariovou a 17letou Kim Clijstersovou. V rámci filderstadtského turnaje získala čtvrtý titul během pěti předešlých let a také poslední. S Annou Kournikovovou slavila také deblovou trofej. Druhý „double“ za sebou – singlovou a deblovou trofej, si odvezla další týden z curyšského Swisscom Challenge, když ve finále singlu porazila Lindsay Davenportovou a spoluhráčkou ve čtyřhře se opět stala Kurnikovová. Obě dvě spoluhráčky proti sobě nastoupily do finálového klání Kremlin Cupu v Moskvě, aby z něj odešla vítězně košická rodačka po hladké výhře nad Kurnikovovou. Davenportová ji pak, stejně jako v předchozím roce, zdolala ve finále Advanta Championships ve Villanově, když proměnila třetí mečbol. Finálovou účastí si Švýcarka potřetí v kariéře zajistila konečné první místo na žebříčku bez ohledu na výsledek v posledním turnaji roku. Přesto si Hingisová s Kurnikovovou odvezly z Filadelfie deblovou trofej.
Závěrečnou událost roku Turnaj mistryň, konanou v Madison Square Garden, ovládla švýcarská světová jednička. V semifinále dvouhry skončila na její raketě desátá hráčka klasifikace Kurnikovová a ve finále potřetí v sezóně přehrála světovou trojku Moniku Selešovou po dramatickém třísetovém průběhu Na Turnaji mistryň tak vybojovala druhou a poslední singlovou trofej. V páru s Kurnikovovou opanovaly soutěž čtyřhry vítězstvím nad americko-nizozemským párem Nicole Arendtová a Manon Bollegrafová.

### 2001: Celkem 209 týdnů na čele žebříčku WTA

#### Dva triumfy na arabských turnajích i v Sydney
Prvním turnajem oficiální sezóny se opět stal Adidas International, na který přijela jako nejvýše nasazená první hráčka klasifikace. Na cestě do finále zůstaly na její raketě Kim Clijstersová, Serena Williamsová a světová pětka Conchita Martínezová. V boji o titul přehrála druhou ženu žebříčku Lindsay Davenportovou až 7–5 v rozhodující sadě. Obě hráčky se na okruhu potkaly popatnácté a Švýcarka snížila pasivní bilanci výher a proher na 6:9. Během Australian Open prošla úvodní čtyři kola bez potíží. Jediný třísetový zápas odehrála ve čtvrtfinále proti šesté nasazené Sereně Williamsové. Poté, co následně deklasovala světovou trojku Venus Williamsovou, ji ve finále vyzvala 24letá olympijská vítězka Jennifer Capriatiová, jíž patřila čtrnáctá pozice a která se k tenisu vrátila v únoru 1996. Americká hráčka triumfovala a připsala si premiérový grandslamový titul.

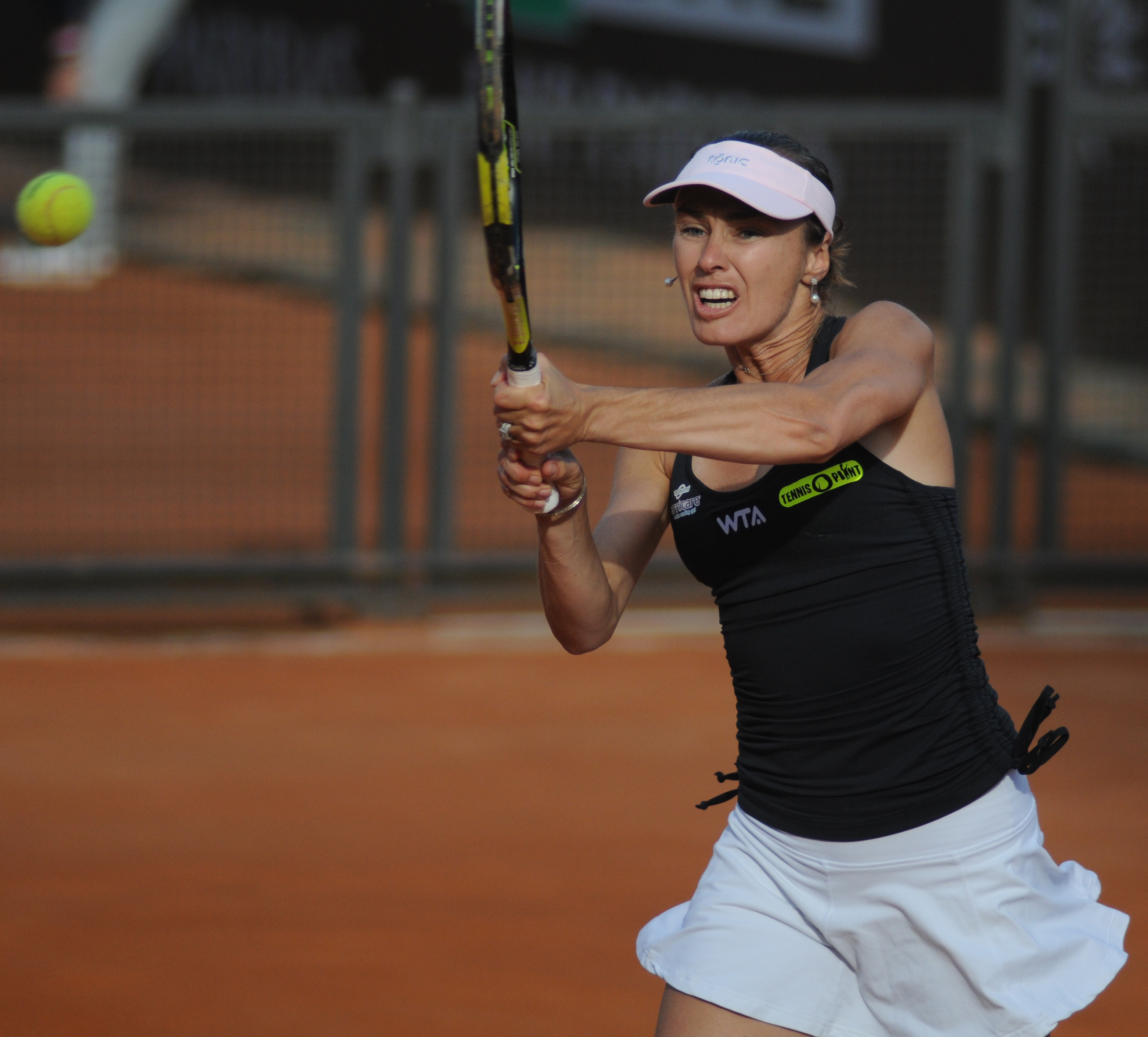
Bekhend na Internazionali BNL d'Italia 2014

Na únorovém Toray Pan Pacific Open v Tokiu ji čerstvou finálovou porážku vrátila Davenportová, s níž odešla poražena po třísetovém průběhu. Také na čtvrtém turnaji v roce – Qatar Total Fina Elf Open, se probojovala do závěrečného zápasu o titul. Za hodinu si v něm poradila s francouzskou nasazenou trojkou Sandrine Testudovou, čímž navýšila poměr vzájemných zápasů na 14:0. Šňůru finálových vítězství zakončila na následném Dubai Duty Free Women's Open, jenž ovládla po závěrečném vítězství s další zástupkyní francouzského tenisu, opět v roli turnajové trojky, Nathalií Tauziatovou. V semifinále březnového Indian Wells Masters ji stopku vystavila světová devatenáctka Clijstersová a ve stejné fázi dohrála také na Ericsson Open v Miami, kde ji lednovou prohru vrátila Venus Williamsová s 51 vítěznými míči. Hladkým vítězstvím Američanka snížila pasivní poměr vzájemných zápasů na 8:10, když triumfovala v pátém z posledních sedmi utkání.
Antukovou část roku zahájila na dubnovém Bausch & Lomb Championships v Amelia Island. Po výhře nad Henrietou Nagyovou skončila ve čtvrtfinále po vyřazení od turnajové sedmičky Arantxy Sánchezové Vicariové. O týden později mezi poslední osmičkou hráček Family Circle Cupu zdolala turnajovou sedmičku Mauresmovou a ukončila její 16zápasovou neporazitelnost. Následně zdolala osmou tenistku světa Conchitu Martíneovou, aby ji poté podruhé v sezóně zastavila Capriatiová, když jí v úvodním setu uštědřila „kanára“. Ve čtvrtfinále berlínského Eurocard Ladies German Open z kategorie Tier I oplatila nedávné vyřazení Sánchezové Vicariové, ale v další duelu turnaj opustila po třísetové prohře od čtvrté nasazené Amélie Mauresmové. Stejný scénář se opakoval na následném Rome Masters, kde ve čtvrtfinále opět přehrála Sánchezovou Vicariovou a poté vypadla s Mauresmovou. Na antukovém vrcholu, French Open, startovala jako světová jednička. Do semifinále pronikla přes Italku Francesca Schiavoneovou. V něm za 77 minut nestačila na světovou čtyřku a pozdější vítězku Capriatiovou, která ji vyřadila na druhém grandslamu v řadě a potřetí v probíhající sezóně. Američanka tak snížila poměr vzájemných proher a výher na 3:5. Výpadek přišel opět ve Wimbledonu, na němž nepřešla úvodní kolo po dvousetové prohře s 83. hráčkou klasifikace Virginií Ruanovou Pascualovou.

#### Výpadek části podzimu pro zranění
Na letních amerických betonech dosáhla semifinálové účasti na sandiegském Acura Classic i estyle.com Classic v Los Angeles, kde byla v obou případech nad její síly světová desítka Monika Selešová. Také na závěrečném majoru US Open dohrála mezi poslední čtveřicí tenistek. Vyjma třísetové výhry ve třetím kole nad Ivou Majoliovou, uštědřila během cesty do semifinále každé soupeřce „kanára“. Ve čtvrté fázi zdolala Australanku Jelenu Dokićovou a poté Dáju Bedáňovou, než ji stopku vystavila desátá nasazená Serena Williamsová po hladkém průběhu za 51 minut.
Do konce sezóny odehrála již pouze dvě události v říjnu. Na moskevském Kremlin Cupu vyřadila po volném losu kvalifikantku z druhé stovky Sandru Kleinovou, ale ve čtvrtfinále nestačila na turnajovou osmičku Jelenu Dementěvovou. Jako obhájkyně titulu zavítala na Porsche Tennis Grand Prix do Filderstadtu, na kterém po odehrání tří čtvrtfinálových gamů skrečovala zápas s Lindsay Davenportovou pro poškození hlezenních vazů. Týden poté podstoupila chirurgický výkon a operatér Heinz Buehlmann sdělil, že by doba zotavení měla trvat okolo dvou měsíců.
Po 73 týdnech na čele žebříčku WTA jej naposledy opustila 14. října 2001, když ji nahradila Capriatiová. Celkově ženskému tenisu kralovala 209 týdnů, což k danému datu znamenalo čtvrté nejdelší období za Grafovou, Navrátilovou a Evertovou.

### 2002: Pokračující zdravotní problémy a čtvrtý tokijský titul

#### Ztracené finále na Australian Open a sydneyská obhajoba
Tradičním začátkem v nové sezóně byla účast na sydneyském Adidas International z kategorie Tier II, kde jako světová čtyřka plnila roli turnajové dvojky. Po volném losu přehrála Lisu Raymondovou, Sandrine Testudovou, a po roce znovu pátou ženu klasifikace Kim Clijstersovou. Hladkou finálovou výhrou nad osmou nasazenou Američankou Meghann Shaughnessyovou obhájila sydneyský titul. Na melbournské Australian Open přijížděla v roli turnajové trojky. Cesta do semifinále znamenala bezproblémové postupy, když na ni soupeřky za pět kol uhrály jen 14 gamů. Do finále pronikla po třísetovém průběhu proti světové desítce Monika Selešové, aby se v něm – stejně jako v předchozí sezóně – potkala s úřadující první hráčkou světa, 25letou Jennifer Capriatiovou. Američanka i podruhé zvítězila, přestože se nacházela na prahu porážky. Ve svém šestém finále melbournského grandslamu v řadě vedla Hingisová 1–0 na sety a 4–0 ve druhé sadě. Přesto zápas nedovedla do úspěšného konce, když neproměnila čtyři mečboly. Pouze jediná tenistka předtím dokázala ve finále ženské dvouhry Australian Open odvrátit mečbol a následně vyhrát, a to Australanka Mary Carterová Reitanová v ročníku 1956.

#### Šesté tokijské finále v řadě

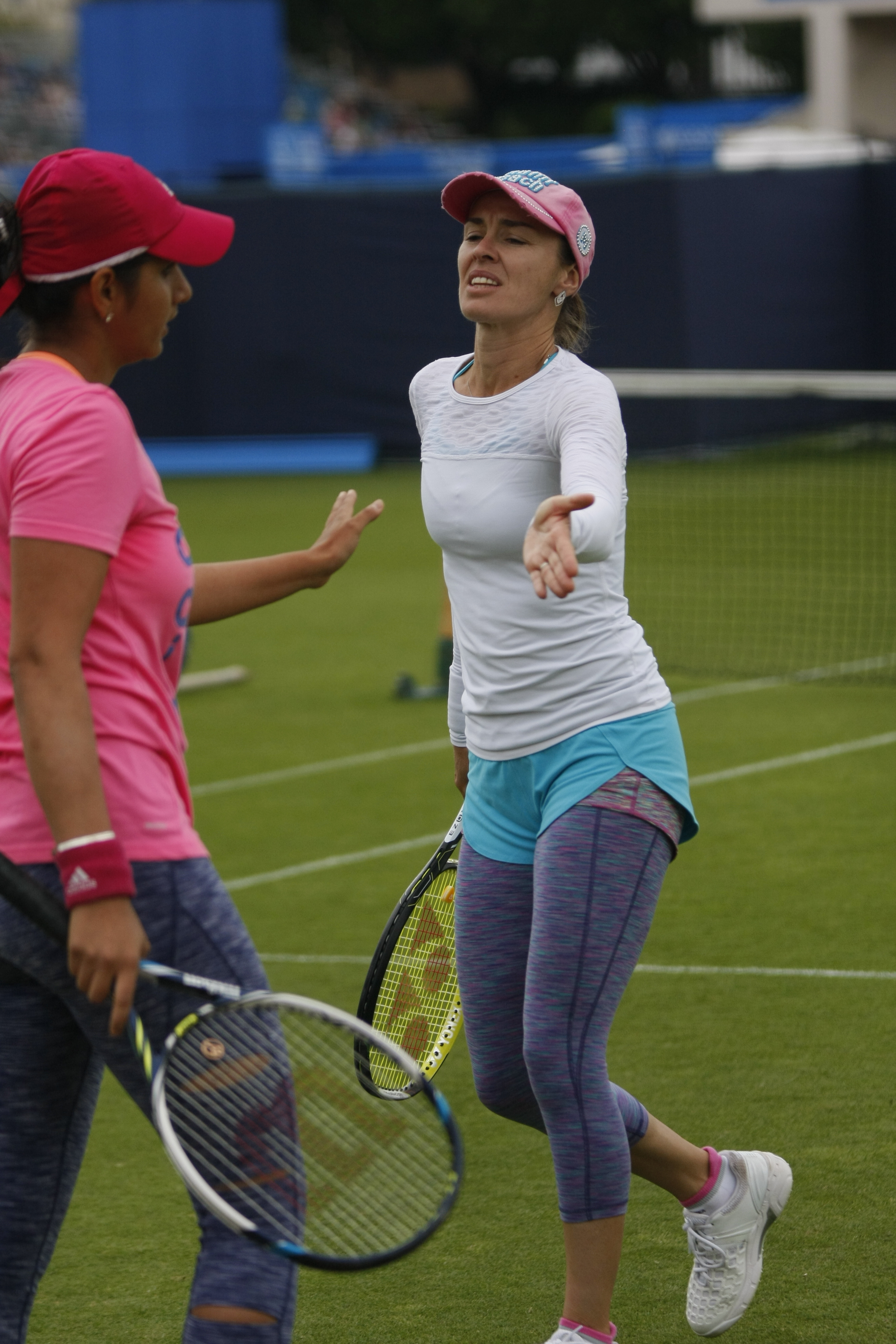
Nejlepší světový pár složený z první a druhé hráčky žebříčku – Sanii Mirzaové a Martiny Hingisové, na eastbournském AEGON International 2015

Na únorovém Toray Pan Pacific Open postoupila pošesté za sebou do finále. V něm si poradila se Selešovou, jíž porazila podruhé v rozmezí 14 dní. Američanka v úvodním dějství vedla již 5–1 na gamy a neproměnila dva setboly. Košická rodačka sadu rozhodla ve svůj prospěch v tiebreaku, druhou ztratila a třetí vyhrála poměrem 6–3. Na tokijském turnaji tak získala rekordní čtvrtý titul, čímž překonala tři trofeje Sabatiniové i Grafové. Semifinále březnového Indian Wells Masters zvládla opět proti Selešové a ve svém druhém boji o titul na Kalifornské události nestačila na 26. hráčku žebříčku Danielu Hantuchovou. Po přesunu na NASDAQ-100 Open v Miami, deklasovala jako třetí nasazená soupeřky v prvních třech kolech – Tchajwanku Janet Leeovou, Taťánu Pučekovou a Američanku Alexandra Stevensonovou, aby ji ve čtvrtfinále vyřadila světová devítka Serena Williamsová. Na hamburské antuce Betty Barclay Cupu nenašla v semifinále recept na starší sestru Američanky a úřadující 21letou světovou jedničku Venus Williamsovou, přesto s ní udržela těsnou aktivní bilanci vzájemných zápasů v poměru 10:9.

#### Opakování scénáře: operace i podzimní výpadek
Dne 20. května podstoupila operační zákrok levého hlezna. Matka a trenérka Melanie Molitorová se domnívala, že zánětlivá ložiska v kloubech dolních končetin a patní ostruhu zavinila nevhodná obuv společnosti Sergio Tacchini, kterou tenistka nosila od jedenácti do osmnácti let, a proto na italskou firmu podala žalobu. Poprvé od roku 1994 tak vynechala grandslamový turnaj, a to na French Open a poté i ve Wimbledonu. Po tříměsíční rekonvalescenci se vrátila v polovině srpna montréalským Rogers AT&T Cupem. Z pozice světové osmičky vypadla ve čtvrtfinále s pátou hráčkou žebříčku Jelenou Dokićovou. Ve stejné fázi skončila na navazujícím Pilot Pen Tennis v New Havenu vyřazením od Anastasije Myskinové. Závěrečný major US Open znamenal první sezónní porážku od světové pětky Selešové, která ji přehrála v osmifinále. Švýcarka od ní utržila první grandslamovou prohru od semifinále French Open 1998.
V poslední části sezóny se opakoval scénář z roku 2001, kdy po US Open znovu odehrála pouze dvě říjnové události v Rusku a Německu. Na moskevském Kremlin Cupu jako světová desítka nezvládla úvodní zápas s Ruskou Naděždou Petrovovou, jíž patřila až 145. příčka. Filderstadtský Porsche Tennis Grand Prix opustila ve druhé fázi po porážce od Jeleny Dementěvové. Na obě zástupkyně ruského tenisu uhrála vždy čtyři gamy.
Sezónu zakončila na 10. místě, což proti předešlému roku představovalo pád o šest příček a nejhorší postavení od ročníku 1996.

### 2003–2005: První přerušení kariéry

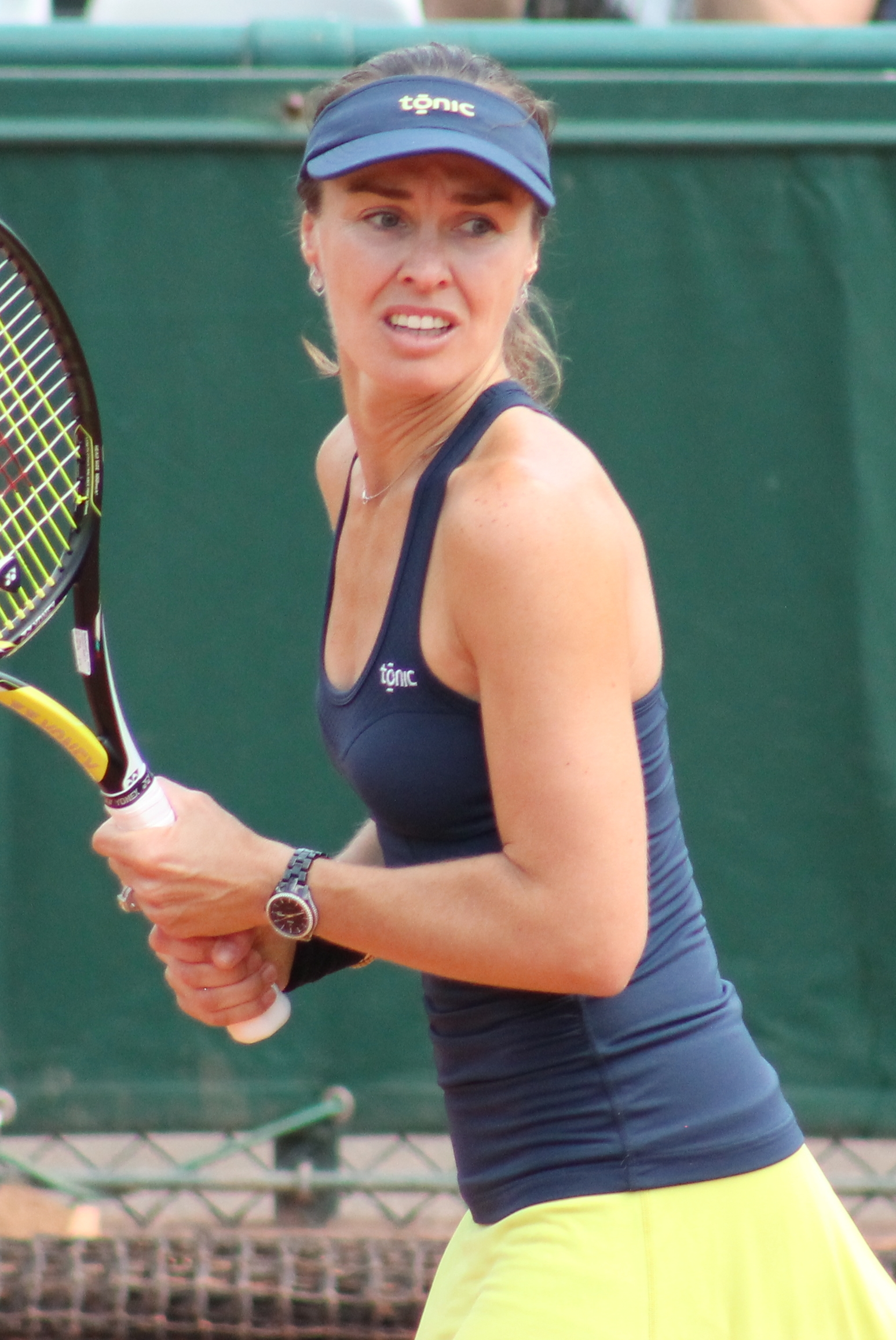
Martina Hingisová na French Open 2015

Po říjnovém Porsche Tennis Grand Prix 2002 se odhlásila ze tří zbylých plánovaných turnajů sezóny, když opět pociťovala bolesti v levém kotníku. Dočasné ukončení kariéry oficiálně oznámila v únoru 2003. Francouzskému deníku L'Equipe sdělila: „Návrat na kurty nepřipadá v úvahu, alespoň v nejbližší době … Musíte pochopit, že se můj život opravdu začíná odvíjet jiným směrem. Je mi dvaadvacet a mám ještě hodně před sebou. Jediná věc, kterou už opravdu nemůžu, je trénovat tak, abych se udržela na špičkové úrovni.“ V tomto období žila v Schindellegi u Curychu.
V letech 2003 a 2004 neodehrála žádný turnaj. Do profesionálního tenisu se přechodně vrátila obdržením divoké karty na únorový PTT Thailand Open 2005. V prvním kole podlehla Němce Marlene Weingärtnerové ve třech setech. Jednalo se o její jediný start v daném kalendářním roce. Dne 29. listopadu 2005 vydala prohlášení, že plnohodnotný návrat proběhne s příchodem sezóny 2006.

### 2006–2016: Další kariéra
V lednu 2006 se vrátila na tenisové kurty na turnaji v australském Gold Coastu a dotáhla to až na šestou příčku ve světovém žebříčku. V listopadu 2007 oznámila ukončení kariéry poté, co jí byla provedena pozitivní dopingová zkouška na kokain; ona sama však používání drog rezolutně popřela.
V červenci 2013 se podruhé vrátila k profesionálnímu tenisu, a to jen do čtyřhry, když na Southern California Open vytvořila pár se slovenskou tenistkou Danielou Hantuchovou. Dvojice vypadla ve druhém kole.
Ve finále čtyřhry Apia International Sydney 2016 porazila s Mirzaovou francouzský pár Caroline Garciaová a Kristina Mladenovicová. V závěru druhé sady se přitom ocitly na prahu porážky, když dokázaly otočit nepříznivý stav gamů 1–6 a 2–5. Zvítězily tak ve 30. zápasem za sebou, čímž překonaly výkon páru Gigi Fernándezová a Nataša Zverevová, který v sezóně 1994 dosáhl na sérii 28 zápasů. Sydneyský titul znamenal, že se v následné deblové klasifikaci WTA vrátila na 1. místo, celkově posedmé a poprvé od března 2000. Na čele žebříčku se tak připojila k partnerce Sanii Mirzaové. Vítězná šňůra 41 zápasů bez porážky skončila ve čtvrtfinále únorového Qatar Total Open 2016, kde je zdolala ruská dvojice Darja Kasatkinová a Jelena Vesninová až v rozhodujícím superitebreaku. Hráčky tak nepřekonaly československou dvojici Jana Novotná a Helena Suková, která v roce 1990 zaznamenala 44zápasovou neporazitelnost. Rekordní zápis držel pár Martina Navrátilová a Pam Shriverová, jenž v letech 1983 až 1985 neprohrál 109 utkání v řadě. Hingisová s Mirzaovou se zařadily na čtvrté místo historických tabulek. Naposledy předtím prohrály zápas v srpnu 2015 a od té doby ovládly devět turnajů za sebou. Od počátku spolupráce dosáhly na bilanci 74–8.
V srpnu 2016 více zdrojů, včetně Ženské tenisové asociace, uvedlo, že její spolupráce s Mirzaovou skončila. Během 16měsíčního období vyhrály 13 turnajů včetně tří grandslamů a obě se staly světovými jedničkami. Po Letních olympijských hrách 2016 by měla Hingisová hrát s Američankou Coco Vandewegheovou a Indka pak vytvořit dvojici s Češkou Barborou Strýcovou. Indicko-švýcarský pár přezdívaný „Santina“ měl již přitom zajištěnu účast na Turnaji mistryň 2016. Při prvním startu s novými partnerkami na srpnovém Western & Southern Open 2016 se obě světové jedničky probojovaly do finále. Hingisová s Vandewegheovou soupeřkám podlehly po dvousetovém průběhu, čímž se Mirzaová osamostatnila na čele světové klasifikace.

## Soukromý život
Jméno získala po tenistce Martině Navrátilové. Rodiče se rozvedli a matka spolu s dcerou se vrátili do Rožnova pod Radhoštěm, zatímco otec zůstal v Košicích.[zdroj⁠?!] Po čase se matka s osmiletou dcerou odstěhovala do Švýcarska, hlavním důvodem byla snaha umožnit hrát dceři tenis i v nízkém věku, podle tehdejších pravidel nesměla totiž hrát turnaj mládeže, ani druhé manželství však její matce nevydrželo. Po rozvodu se matka vrátila ke svému dívčímu příjmení Molitorová. Martina hovoří česky, slovensky, švýcarskou němčinou, anglicky a částečně i francouzsky. K jejím přátelům patří bývalá švýcarská sjezdařka Hanni Wenzelová.
Partnerské vztahy udržovala se španělským golfistou Sergiem Garcíou, britským fotbalistou Solem Campbellem hokejovým mistrem světa Pavlem Kubinou, tenisty Magnusem Normanem, Ivo Heubergerem či Julianem Alonsem. Krátké zasnoubení s tenistou Radkem Štěpánkem bylo zrušeno a přibližně 18měsíční poměr dvojice ukončila v srpnu 2007.
V březnu 2010 oznámila, že je zasnoubená se švýcarským právníkem Andreasem Bierim, ale také v tomto případě došlo ke zrušení zasnoubení. V prosinci 2010 se provdala za francouzského parkurového jezdce Thibaulta Hutina. Manželství skončilo rozvodem po třech letech. Po dvouletém vztahu pak uzavřela 20. července 2018 druhý sňatek ve švýcarském Bad Ragazu s o rok mladším sportovním lékařem Harrym Leemannem.

## Finále na Grand Slamu

### Ženská dvouhra: 12 (5–7)
| Stav       | rok  | turnaj              | povrch | soupeřka ve finále   | výsledek           |
| ---------- | ---- | ------------------- | ------ | -------------------- | ------------------ |
| Vítězka    | 1997 | Australian Open     | tvrdý  | Mary Pierceová       | 6–2, 6–2           |
| Finalistka | 1997 | French Open         | antuka | Iva Majoliová        | 4–6, 2–6           |
| Vítězka    | 1997 | Wimbledon           | tráva  | Jana Novotná         | 2–6, 6–3, 6–3      |
| Vítězka    | 1997 | US Open             | tvrdý  | Venus Williamsová    | 6–0, 6–4           |
| Vítězka    | 1998 | Australian Open (2) | tvrdý  | Conchita Martínezová | 6–3, 6–3           |
| Finalistka | 1998 | US Open             | tvrdý  | Lindsay Davenportová | 3–6, 5–7           |
| Vítězka    | 1999 | Australian Open (3) | tvrdý  | Amélie Mauresmová    | 6–2, 6–3           |
| Finalistka | 1999 | French Open         | antuka | Steffi Grafová       | 6–4, 5–7, 2–6      |
| Finalistka | 1999 | US Open             | tvrdý  | Serena Williamsová   | 3–6, 6–7(4–7)      |
| Finalistka | 2000 | Australian Open     | tvrdý  | Lindsay Davenportová | 1–6, 5–7           |
| Finalistka | 2001 | Australian Open     | tvrdý  | Jennifer Capriatiová | 4–6, 3–6           |
| Finalistka | 2002 | Australian Open     | tvrdý  | Jennifer Capriatiová | 6–4, 6–7(7–9), 2–6 |

### Ženská čtyřhra: 16 (13–3)
V roce 1998 vyhrála Hingisová všechny čtyři grandslamové turnaje a stala se čtvrtou tenistkou v historii, jíž se podařilo vybojovat čistý grandslam v ženské čtyřhře. Titul z US Open 1998 současně znamenal zkompletování kariérního deblového grandslamu, jehož dosáhla jako 17. hráčka.
| Stav       | rok  | turnaj              | povrch | spoluhráčka        | soupeřky ve finále                               | výsledek           |
| ---------- | ---- | ------------------- | ------ | ------------------ | ------------------------------------------------ | ------------------ |
| Vítězka    | 1996 | Wimbledon           | tráva  | Helena Suková      | Meredith McGrathová Larisa Savčenková Neilandová | 5–7, 7–5, 6–1      |
| Vítězka    | 1997 | Australian Open     | tvrdý  | Nataša Zverevová   | Lindsay Davenportová Lisa Raymondová             | 6–2, 6–2           |
| Vítězka    | 1998 | Australian Open (2) | tvrdý  | Mirjana Lučićová   | Lindsay Davenportová Nataša Zverevová            | 6–4, 2–6, 6–3      |
| Vítězka    | 1998 | French Open         | antuka | Jana Novotná       | Lindsay Davenportová Nataša Zverevová            | 6–1, 7–6(7–4)      |
| Vítězka    | 1998 | Wimbledon (2)       | tráva  | Jana Novotná       | Lindsay Davenportová Nataša Zverevová            | 6–3, 3–6, 8–6      |
| Vítězka    | 1998 | US Open             | tvrdý  | Jana Novotná       | Lindsay Davenportová Nataša Zverevová            | 6–3, 6–3           |
| Vítězka    | 1999 | Australian Open (3) | tvrdý  | Anna Kurnikovová   | Lindsay Davenportová Nataša Zverevová            | 7–5, 6–3           |
| Finalistka | 1999 | French Open         | antuka | Anna Kurnikovová   | Serena Williamsová Venus Williamsová             | 3–6, 7–6(7–2), 6–8 |
| Finalistka | 2000 | Australian Open     | tvrdý  | Mary Pierceová     | Lisa Raymondová Rennae Stubbsová                 | 4–6, 7–5, 4–6      |
| Vítězka    | 2000 | French Open (2)     | antuka | Mary Pierceová     | Virginia Ruanová Pascualová Paola Suárezová      | 6–2, 6–4           |
| Vítězka    | 2002 | Australian Open (4) | tvrdý  | Anna Kurnikovová   | Daniela Hantuchová Arantxa Sánchezová Vicariová  | 6–2, 6–7(4–7), 6–1 |
| Finalistka | 2014 | US Open             | tvrdý  | Flavia Pennettaová | Jekatěrina Makarovová Jelena Vesninová           | 6–2, 3–6, 2–6      |
| Vítězka    | 2015 | Wimbledon (3)       | tráva  | Sania Mirzaová     | Jekatěrina Makarovová Jelena Vesninová           | 5–7, 7–6(7–4), 7-5 |
| Vítězka    | 2015 | US Open (2)         | tvrdý  | Sania Mirzaová     | Casey Dellacquová Jaroslava Švedovová            | 6–3, 6–3           |
| Vítězka    | 2016 | Australian Open (5) | tvrdý  | Sania Mirzaová     | Andrea Hlaváčková Lucie Hradecká                 | 7–6(7–1), 6–3      |
| Vítězka    | 2017 | US Open (3)         | tvrdý  | Čan Jung-žan       | Lucie Hradecká Kateřina Siniaková                | 6–3, 6–2           |

### Smíšená čtyřhra: 7 (7–0)
| Stav    | rok  | turnaj              | povrch | spoluhráč     | soupeři ve finále                       | výsledek         |
| ------- | ---- | ------------------- | ------ | ------------- | --------------------------------------- | ---------------- |
| Vítězka | 2006 | Australian Open     | tvrdý  | Maheš Bhúpatí | Jelena Lichovcevová Daniel Nestor       | 6–3, 6–3         |
| Vítězka | 2015 | Australian Open (2) | tvrdý  | Leander Paes  | Kristina Mladenovicová Daniel Nestor    | 6–4, 6–3         |
| Vítězka | 2015 | Wimbledon           | tráva  | Leander Paes  | Tímea Babosová Alexander Peya           | 6–1, 6–1         |
| Vítězka | 2015 | US Open             | tvrdý  | Leander Paes  | Bethanie Matteková-Sandsová Sam Querrey | 6–4, 3–6, [10–7] |
| Vítězka | 2016 | French Open         | antuka | Leander Paes  | Sania Mirzaová Ivan Dodig               | 4–6, 6–4, [10–8] |
| Vítězka | 2017 | Wimbledon (2)       | tráva  | Jamie Murray  | Heather Watsonová Henri Kontinen        | 6–4, 6–4         |
| Vítězka | 2017 | US Open (2)         | tvrdý  | Jamie Murray  | Čan Chao-čching Michael Venus           | 6–1, 4–6, [10–8] |

## Finále Turnaje mistryň

### Dvouhra: 4 (2–2)
| Stav       | rok  | místo    | povrch      | soupeřka ve finále   | výsledek                |
| ---------- | ---- | -------- | ----------- | -------------------- | ----------------------- |
| Finalistka | 1996 | New York | koberec (h) | Steffi Grafová       | 3–6, 6–4, 0–6, 6–4, 0–6 |
| Vítězka    | 1998 | New York | koberec (h) | Lindsay Davenportová | 7–5, 6–4, 4–6, 6–2      |
| Finalistka | 1999 | New York | koberec (h) | Lindsay Davenportová | 4–6, 2–6                |
| Vítězka    | 2000 | New York | koberec (h) | Monika Selešová      | 6–7(5–7), 6–4, 6–4      |

### Čtyřhra: 3 (3–0)
| Stav    | rok  | místo    | povrch      | spoluhráčka      | soupeřky ve finále                             | výsledek |
| ------- | ---- | -------- | ----------- | ---------------- | ---------------------------------------------- | -------- |
| Vítězka | 1999 | New York | koberec (h) | Anna Kurnikovová | Arantxa Sánchezová Vicariová Larisa Neilandová | 6–4, 6–4 |
| Vítězka | 2000 | New York | koberec (h) | Anna Kurnikovová | Nicole Arendtová Manon Bollegrafová            | 6–2, 6–3 |
| Vítězka | 2015 | Singapur | tvrdý (h)   | Sania Mirzaová   | Garbiñe Muguruzaová Carla Suárezová Navarrová  | 6–0, 6–3 |

## Finále na okruhu WTA Tour
| Legenda                                                 |
| ------------------------------------------------------- |
| D – dvouhra; Č – čtyřhra                                |
| Grand Slam (5–7 D; 13–3 Č)                              |
| Olympijské stříbro (1 Č)                                |
| Turnaj mistryň (2–2 D; 3–0 Č)                           |
| Tier I / Premier Mandatory & Premier 5 (17–9 D; 26–9 Č) |
| Tier II / Premier (17–5 D; 20–8 Č)                      |
| Tier III, IV & V / International (2–1 D; 2–1 Č)         |

### Dvouhra: 68 (43–25)
| Stav       | č.  | datum              | turnaj                                    | povrch      | soupeřka ve finále      | výsledek                |
| ---------- | --- | ------------------ | ----------------------------------------- | ----------- | ----------------------- | ----------------------- |
| Finalistka | 1.  | 1. května 1995     | Hamburk, Německo                          | tvrdý       | Conchita Martínezová    | 6–1, 6–0                |
| Finalistka | 2.  | 6. května 1996     | Řím, Itálie                               | antuka      | Conchita Martínezová    | 6–2, 6–3                |
| Vítězka    | 1.  | 13. října 1996     | Filderstadt, Německo                      | koberec     | Anke Huberová           | 6–2, 3–6, 6–3           |
| Finalistka | 3.  | 20. října 1996     | Curych, Švýcarsko                         | koberec (h) | Jana Novotná            | 6–2, 6–2                |
| Vítězka    | 2.  | 10. listopadu 1996 | Oakland, Spojené státy                    | koberec     | Monika Selešová         | 6–2, 6–0                |
| Finalistka | 4.  | 17. listopadu 1996 | New York, Spojené státy                   | koberec     | Steffi Grafová          | 6–3, 4–6, 6–0, 4–6, 6–0 |
| Vítězka    | 3.  | 12. ledna 1997     | Sydney, Austrálie                         | tvrdý       | Jennifer Capriatiová    | 6–1, 5–7, 6–1           |
| Vítězka    | 4.  | 25. ledna 1997     | Australian Open, Austrálie                | tvrdý       | Mary Pierceová          | 6–2, 6–2                |
| Vítězka    | 5.  | 2. února 1997      | Tokio, Japonsko                           | koberec     | Steffi Grafová          | bez boje                |
| Vítězka    | 6.  | 16. února 1997     | Paříž, Francie                            | koberec     | Anke Huberová           | 6–3, 3–6, 6–3           |
| Vítězka    | 7.  | 30. března 1997    | Key Biscayne, Spojené státy               | tvrdý       | Monika Selešová         | 6–2, 6–1                |
| Vítězka    | 8.  | 6. dubna 1997      | Hilton Head, Spojené státy                | antuka      | Monika Selešová         | 3–6, 6–3, 7–6(7–5)      |
| Finalistka | 5.  | 8. června 1997     | French Open, Paříž, Francie               | antuka      | Iva Majoliová           | 6–4, 6–2                |
| Vítězka    | 9.  | 6. července 1997   | Wimbledon, Londýn, Spojené království     | tráva       | Jana Novotná            | 2–6, 6–3, 6–3           |
| Vítězka    | 10. | 27. července 1997  | Stanford, Spojené státy (2)               | tvrdý       | Conchita Martínezová    | 6–0, 6–2                |
| Vítězka    | 11. | 3. srpna 1997      | San Diego, Spojené státy                  | tvrdý       | Monika Selešová         | 7–6(7–4), 6–4           |
| Vítězka    | 12. | 7. září 1997       | US Open, New York, Spojené státy          | tvrdý       | Venus Williamsová       | 6–0, 6–4                |
| Vítězka    | 13. | 12. října 1997     | Filderstadt, Německo (2)                  | koberec     | Lisa Raymondová         | 6–2, 6–4                |
| Vítězka    | 14. | 16. listopadu 1997 | Filadelfie, Spojené státy                 | koberec     | Lindsay Davenportová    | 7–5, 6–7(7–9), 7–6(7–4) |
| Vítězka    | 15. | 31. ledna 1998     | Australian Open, Melbourne, Austrálie (2) | tvrdý       | Conchita Martínezová    | 6–3, 6–3                |
| Finalistka | 6.  | 2. února 1998      | Tokio, Japonsko                           | koberec     | Lindsay Davenportová    | 6–3, 6–3                |
| Vítězka    | 16. | 15. března 1998    | Indian Wells, Spojené státy               | tvrdý       | Lindsay Davenportová    | 6–3, 6–4                |
| Vítězka    | 17. | 4. května 1998     | Hamburk, Německo                          | antuka      | Jana Novotná            | 6–3, 7–5                |
| Vítězka    | 18. | 17. května 1998    | Řím, Itálie                               | antuka      | Venus Williamsová       | 6–3, 2–6, 6–3           |
| Finalistka | 7.  | 10. srpna 1998     | Los Angeles, Spojené státy (2)            | tvrdý       | Lindsay Davenportová    | 4–6, 6–4, 6–3           |
| Finalistka | 8.  | 31. srpna 1998     | US Open, New York, Spojené státy          | tvrdý       | Lindsay Davenportová    | 6–3, 7–5                |
| Vítězka    | 19. | 22. listopadu 1998 | New York, Spojené státy                   | koberec     | Lindsay Davenportová    | 7–5, 4–6, 6–4, 6–2      |
| Finalistka | 9.  | 11. ledna 1999     | Sydney, Austrálie                         | tvrdý       | Lindsay Davenportová    | 6–4, 6–3                |
| Vítězka    | 20. | 30. ledna 1999     | Australian Open, Melbourne, Austrálie (3) | tvrdý       | Amélie Mauresmová       | 6–2, 6–3                |
| Vítězka    | 21. | 7. února 1999      | Tokio, Japonsko (2)                       | koberec     | Amanda Coetzerová       | 6–2, 6–1                |
| Vítězka    | 22. | 4. dubna 1999      | Hilton Head, Spojené státy (2)            | antuka      | Anna Kurnikovová        | 6–4, 6–3                |
| Vítězka    | 23. | 16. května 1999    | Berlín, Německo                           | antuka      | Julie Halard-Decugisová | 6–0, 6–1                |
| Finalistka | 10. | 5. června 1999     | French Open, Paříž, Francie               | antuka      | Steffi Grafová          | 4–6, 7–5, 6–2           |
| Vítězka    | 24. | 8. srpna 1999      | San Diego, Spojené státy (2)              | tvrdý       | Venus Williamsová       | 6–4, 6–0                |
| Finalistka | 11. | 12. září 1999      | US Open, New York, Spojené státy          | tvrdý       | Serena Williamsová      | 6–3, 7–6(7–4)           |
| Finalistka | 12. | 11. října 1999     | Curych, Švýcarsko                         | koberec (h) | Venus Williamsová       | 6–3, 6–4                |
| Vítězka    | 25. | 22. srpna 1999     | Toronto, Kanada                           | tvrdý       | Monika Selešová         | 6–4, 6–4                |
| Vítězka    | 26. | 10. října 1999     | Filderstadt, Německo (3)                  | koberec     | Mary Pierceová          | 6–4, 6–1                |
| Finalistka | 13. | 8. listopadu 1999  | Filadelfie, Spojené státy                 | koberec     | Lindsay Davenportová    | 6–3, 6–4                |
| Finalistka | 14. | 15. listopadu 1999 | New York, Spojené státy                   | koberec     | Lindsay Davenportová    | 6–4, 6–2                |
| Finalistka | 15. | 17. ledna 2000     | Australian Open, Mebourne, Austrálie      | tvrdý       | Lindsay Davenportová    | 6–1, 7–5                |
| Vítězka    | 27. | 6. února 2000      | Tokio, Japonsko (3)                       | koberec     | Sandrine Testudová      | 6–3, 7–5                |
| Finalistka | 16. | 6. března 2000     | Indian Wells, Spojené státy (2)           | tvrdý       | Lindsay Davenportová    | 4–6, 6–4, 6–0           |
| Vítězka    | 28. | 2. dubna 2000      | Key Biscayne, Spojené státy (2)           | tvrdý       | Lindsay Davenportová    | 6–3, 6–2                |
| Vítězka    | 29. | 7. května 2000     | Hamburk, Německo (2)                      | antuka      | Arantxa Sánchez Vicario | 6–3, 6–3                |
| Vítězka    | 30. | 25. června 2000    | 's-Hertogenbosch, Nizozemsko              | tráva       | Ruxandra Dragomirová    | 6–2, 3–0skreč           |
| Vítězka    | 31. | 20. srpna 2000     | Montréal, Kanada                          | tvrdý       | Serena Williamsová      | 0–6, 6–3, 3–0skreč      |
| Vítězka    | 32. | 8. října 2000      | Filderstadt, Německo (4)                  | koberec     | Kim Clijstersová        | 6–0, 6–3                |
| Vítězka    | 33. | 15. října 2000     | Curych, Švýcarsko                         | tvrdý       | Lindsay Davenportová    | 6–4, 4–6, 7–5           |
| Vítězka    | 34. | 29. října 2000     | Moskva, Rusko                             | koberec     | Anna Kurnikovová        | 6–3, 6–1                |
| Finalistka | 17. | 6. listopadu 2000  | Filadelfie, Spojené státy (2)             | koberec     | Lindsay Davenportová    | 7–6(9–7), 6–4           |
| Vítězka    | 35. | 19. listopadu 2000 | New York, Spojené státy (2)               | koberec     | Monika Selešová         | 6–7(5–7), 6–4, 6–4      |
| Vítězka    | 36. | 8. ledna 2001      | Sydney, Austrálie (2)                     | tvrdý       | Lindsay Davenportová    | 6–3, 4–6, 7–5           |
| Finalistka | 18. | 15. ledna 2001     | Australian Open, Melbourne, Austrálie     | tvrdý       | Jennifer Capriatiová    | 6–4, 6–3                |
| Finalistka | 19. | 29. ledna 2001     | Tokio, Japonsko (2)                       | koberec     | Lindsay Davenportová    | 6–7(4–7), 6–4, 6–2      |
| Vítězka    | 37. | 18. února 2001     | Dauhá, Katar                              | tvrdý       | Sandrine Testudová      | 6–3, 6–2                |
| Vítězka    | 38. | 25. února 2001     | Dubaj, SAE                                | tvrdý       | Nathalie Tauziatová     | 6–4, 6–4                |
| Finalistka | 20. | 16. dubna 2001     | Charleston, Spojené státy                 | antuka      | Jennifer Capriatiová    | 6–0, 4–6, 6–4           |
| Vítězka    | 39. | 13. ledna 2002     | Sydney, Austrálie (3)                     | tvrdý       | Meghann Shaughnessyová  | 6–2, 6–3                |
| Finalistka | 21. | 14. ledna 2002     | Australian Open, Melbourne, Austrálie (2) | tvrdý       | Jennifer Capriatiová    | 4–6, 7–6(9–7), 6–2      |
| Vítězka    | 40. | 3. února 2002      | Tokio, Japonsko (4)                       | koberec     | Monika Selešová         | 7–6(8–6), 4–6, 6–3      |
| Finalistka | 22. | 16. března 2002    | Indian Wells, Spojené státy               | tvrdý       | Daniela Hantuchová      | 6–3, 6–4                |
| Finalistka | 23. | 5. února 2006      | Tokio, Japonsko                           | koberec (h) | Jelena Dementěvová      | 6–2, 6–0                |
| Vítězka    | 41. | 21. května 2006    | Řím, Itálie (2)                           | antuka      | Dinara Safinová         | 6–2, 7–5                |
| Finalistka | 24. | 21. srpna 2006     | Montréal, Kanada                          | tvrdý       | Ana Ivanovićová         | 6–2, 6–3                |
| Vítězka    | 42. | 24. září 2006      | Kalkata, Indie                            | koberec     | Olga Pučkovová          | 6–0, 6–4                |
| Finalistka | 25. | 6. ledna 2007      | Gold Coast, Austrálie                     | tvrdý       | Dinara Safinová         | 6–3, 3–6, 7–5           |
| Vítězka    | 43. | 6. února 2007      | Tokio, Japonsko (5)                       | koberec     | Ana Ivanovićová         | 6–4, 6–2                |

### Čtyřhra: 86 (64–22)
| Stav       | č.  | datum              | turnaj                                    | povrch     | spoluhráčka             | soupeřky ve finále                              | výsledek               |
| ---------- | --- | ------------------ | ----------------------------------------- | ---------- | ----------------------- | ----------------------------------------------- | ---------------------- |
| Vítězka    | 1.  | 7. května 1995     | Hamburk, Německo                          | antuka     | Gigi Fernándezová       | Conchita Martínezová Patricia Tarabiniová       | 6–2, 6–3               |
| Finalistka | 1.  | 14. srpna 1995     | Toronto, Kanada                           | tvrdý      | Iva Majoliová           | Gabriela Sabatini Brenda Schultz-McCarthy       | 4–6, 6–0, 6–3          |
| Finalistka | 2.  | 29. dubna 1996     | Hamburk, Německo                          | antuka     | Gigi Fernándezová       | Arantxa Sánchez Vicario Brenda Schultz-McCarthy | 4–6, 7–6(12–10), 6–4   |
| Finalistka | 3.  | 6. května 1996     | Řím, Itálie                               | antuka     | Gigi Fernándezová       | Arantxa Sánchez Vicario Irina Spîrleaová        | 6–4, 3–6, 6–3          |
| Finalistka | 4.  | 13. května 1996    | Berlín, Německo                           | antuka     | Helena Suková           | Meredith McGrathová Larisa Neilandová           | 6–1, 5–7, 7–6(7–4)     |
| Vítězka    | 2.  | 7. července 1996   | Wimbledon, Londýn, Spojené království,    | tráva      | Helena Suková           | Meredith McGrathová Larisa Neilandová           | 5–7, 7–5, 6–1          |
| Finalistka | 5.  | 7. října 1996      | Filderstadt, Německo                      | tvrdý      | Helena Suková           | Nicole Arendtová Jana Novotná                   | 6–2, 6–3               |
| Vítězka    | 3.  | 20. října 1996     | Curych, Švýcarsko                         | koberec    | Helena Suková           | Nicole Arendtová Nataša Zverevová               | 7–5, 6–4               |
| Vítězka    | 4.  | 13. ledna 1997     | Australian Open, Melbourne, Austrálie     | tvrdý      | Nataša Zverevová        | Lindsay Davenportová Lisa Raymondová            | 6–2, 6–2               |
| Finalistka | 6.  | 27. ledna 1997     | Tokio, Japonsko                           | koberec    | Gigi Fernándezová       | Lindsay Davenportová Nataša Zverevová           | 6–4, 6–3               |
| Vítězka    | 5.  | 16. ledna 1997     | Paříž, Francie                            | koberec    | Helena Suková           | Alexandra Fusaiová Rita Grandeová               | 6–3, 6–0               |
| Vítězka    | 6.  | 6. dubna 1997      | Hilton Head, Spojené státy                | antuka     | Mary Joe Fernandezová   | Lindsay Davenportová Jana Novotná               | 7–5, 4–6, 6–1          |
| Vítězka    | 7.  | 27. července 1997  | Stanford, Spojené státy                   | tvrdý      | Lindsay Davenportová    | Conchita Martínezová Patricia Tarabiniová       | 6–1, 6–3               |
| Vítězka    | 8.  | 3. srpna 1997      | San Diego, Spojené státy                  | tvrdý      | Arantxa Sánchez Vicario | Amy Frazierová Kimberly Poová                   | 6–3, 7–5               |
| Vítězka    | 9.  | 28. září 1997      | Lipsko, Německo                           | koberec    | Jana Novotná            | Yayuk Basukiová Helena Suková                   | 6–2, 6–2               |
| Vítězka    | 10. | 12. října 1997     | Filderstadt, Německo                      | tvrdý (h)  | Arantxa Sánchez Vicario | Lindsay Davenportová Jana Novotná               | 7–6, 3–6, 7–6          |
| Vítězka    | 11. | 19. října 1997     | Curych, Švýcarsko                         | koberec    | Arantxa Sánchez Vicario | Larisa Neilandová Helena Suková                 | 4–6, 6–4, 6–1          |
| Vítězka    | 12. | 18. ledna 1998     | Sydney, Austrálie                         | tvrdý      | Helena Suková           | Katrina Adamsová Meredith McGrathová            | 6–1, 6–2               |
| Vítězka    | 13. | 1. února 1998      | Australian Open, Melbourne, Austrálie     | tvrdý      | Mirjana Lučićová        | Lindsay Davenportová Nataša Zverevová           | 6–4, 2–6, 6–3          |
| Vítězka    | 14. | 8. února 1998      | Tokio, Japonsko                           | koberec    | Mirjana Lučićová        | Lindsay Davenportová Nataša Zverevová           | 7–5, 6–4               |
| Vítězka    | 15. | 29. března 1998    | Miami, Spojené státy                      | tvrdý      | Jana Novotná            | Arantxa Sánchez Vicario Nataša Zverevová        | 6–2, 3–6, 6–3          |
| Finalistka | 7.  | 27. dubna 1998     | Hamburk, Německo                          | antuka     | Jana Novotná            | Barbara Schettová Patty Schnyderová             | 7–6(7–3), 3–6, 6–3     |
| Vítězka    | 16. | 7. června 1998     | French Open, Paříž, Francie               | antuka     | Jana Novotná            | Lindsay Davenportová Nataša Zverevová           | 6–1, 7–6               |
| Vítězka    | 17. | 5. července 1998   | Wimbledon, Londýn, Spojené království     | tráva      | Jana Novotná            | Lindsay Davenportová Nataša Zverevová           | 6–3, 3–6, 8–6          |
| Vítězka    | 18. | 16. srpna 1998     | San Diego, Spojené státy                  | tvrdý      | Helena Suková           | Tamarine Tanasugarnová Elena Tatarkovová        | 6–4, 6–2               |
| Vítězka    | 19. | 23. srpna 1998     | Montréal, Kanada                          | tvrdý      | Jana Novotná            | Yayuk Basukiová Caroline Visová                 | 6–3, 6–4               |
| Vítězka    | 20. | 13. září 1998      | US Open, New York, Spojené státy          | tvrdý      | Jana Novotná            | Lindsay Davenportová Nataša Zverevová           | 6–3, 6–3               |
| Vítězka    | 21. | 31. ledna 1999     | Australian Open, Melbourne, Austrálie     | tvrdý      | Anna Kurnikovová        | Lindsay Davenportová Nataša Zverevová           | 7–5, 6–3               |
| Finalistka | 8.  | 7. února 1999      | Tokio, Japonsko                           | koberec    | Jana Novotná            | Lindsay Davenportová Nataša Zverevová           | 6–2 6–3                |
| Vítězka    | 22. | 14. března 1999    | Indian Wells, Spojené státy               | tvrdý      | Anna Kurnikovová        | Mary Joe Fernandezová Jana Novotná              | 6–2, 6–2               |
| Vítězka    | 23. | 28. března 1999    | Miami, Spojené státy                      | tvrdý      | Jana Novotná            | Mary Joe Fernandezová Monika Selešová           | 6–0, 4–6, 7–6          |
| Vítězka    | 24. | 9. května 1999     | Řím, Itálie                               | antuka     | Anna Kurnikovová        | Alexandra Fusaiová Nathalie Tauziatová          | 6–2, 6–2               |
| Finalistka | 9.  | 24. května 1999    | French Open, Paříž, Francie               | antuka     | Anna Kurnikovová        | Venus Williamsová Serena Williamsová            | 6–3, 6–7(2–7), 8–6     |
| Vítězka    | 25. | 20. června 1999    | Eastbourne, Velká Británie                | tráva      | Anna Kurnikovová        | Jana Novotná Nataša Zverevová                   | 6–4skreč               |
| Vítězka    | 26. | 21. listopadu 1999 | New York, Spojené státy                   | koberec    | Anna Kurnikovová        | Arantxa Sánchez Vicario Larisa Neilandová       | 6–4, 6–4               |
| Finalistka | 10. | 15. ledna 2000     | Sydney, Austrálie                         | tvrdý      | Mary Pierceová          | Julie Halard-Decugis Ai Sugijamová              | 6–0, 6–3               |
| Finalistka | 11. | 30. ledna 2000     | Australian Open, Melbourne, Austrálie     | tvrdý      | Mary Pierceová          | Lisa Raymondová Rennae Stubbsová                | 6–4, 5–7, 6–4          |
| Vítězka    | 27. | 6. února 2000      | Tokio, Japonsko                           | koberec    | Mary Pierceová          | Alexandra Fusaiová Nathalie Tauziatová          | 6–4, 6–1               |
| Vítězka    | 28. | 11. června 2000    | French Open, Paříž, Francie               | antuka     | Mary Pierceová          | Virginia Ruano Pascual Paola Suárezová          | 6–2, 6–4               |
| Vítězka    | 29. | 20. srpna 2000     | Montréal, Kanada                          | tvrdý      | Nathalie Tauziatová     | Julie Halard-Decugis Ai Sugijamová              | 6–3, 3–6, 6–4          |
| Vítězka    | 30. | 8. října 2000      | Filderstadt, Německo                      | tvrdý (h)  | Anna Kurnikovová        | Arantxa Sánchez Vicario Barbara Schettová       | 6–4, 6–2               |
| Vítězka    | 31. | 15. října 2000     | Curych, Švýcarsko                         | koberec    | Anna Kurnikovová        | Kimberly Poová Anne-Gaëlle Sidot                | 6–3, 6–4               |
| Finalistka | 12. | 29. října 2000     | Noskva, Rusko                             | koberec    | Anna Kurnikovová        | Julie Halard-Decugis Ai Sugijamová              | 4–6, 6–4, 7–6(7–5)     |
| Vítězka    | 32. | 12. listopadu 2000 | Filadelfie, Spojené státy                 | koberec    | Anna Kurnikovová        | Lisa Raymondová Rennae Stubbsová                | 6–2, 7–5               |
| Vítězka    | 33. | 19. listopadu 2000 | New York, Spojené státy                   | koberec    | Anna Kurnikovová        | Nicole Arendtová Manon Bollegrafová             | 6–2, 6–3               |
| Finalistka | 13. | 5. srpna 2001      | San Diego, Spojené státy                  | tvrdý      | Anna Kurnikovová        | Cara Blacková Jelena Lichovcevová               | 6–4, 1–6, 6–4          |
| Vítězka    | 34. | 7. října 2001      | Moskva, Rusko                             | koberec    | Anna Kurnikovová        | Jelena Dementěvová Lina Krasnorucká             | 7–6, 6–3               |
| Finalistka | 14. | 13. ledna 2002     | Sydney, Austrálie                         | tvrdý      | Anna Kurnikovová        | Lisa Raymondová Rennae Stubbsová                | bez boje               |
| Vítězka    | 35. | 27. ledna 2002     | Australian Open, Melbourne, Austrálie     | tvrdý      | Anna Kurnikovová        | Daniela Hantuchová Arantxa Sánchez Vicario      | 6–2, 6–7, 6–1          |
| Vítězka    | 36. | 5. května 2002     | Hamburk, Německo                          | antuka     | Barbara Schettová       | Daniela Hantuchová Arantxa Sánchez Vicario      | 6–1, 6–1               |
| Vítězka    | 37. | 3. března 2007     | Dauhá, Katar                              | tvrdý      | Maria Kirilenková       | Ágnes Szávayová Vladimíra Uhlířová              | 6–1, 6–1               |
| Vítězka    | 38. | 30. března 2014    | Miami, Spojené státy                      | tvrdý      | Sabine Lisická          | Jekatěrina Makarovová Jelena Vesninová          | 4–6, 6–4, [10–5]       |
| Finalistka | 15. | 21. června 2014    | Eastbourne, Velká Británie                | tráva      | Flavia Pennettaová      | Čan Chao-čching Čan Jung-žan                    | 3–6, 7–5, [7–10]       |
| Finalistka | 16. | 6. září 2014       | US Open, New York, Spojené státy          | tvrdý      | Flavia Pennettaová      | Jekatěrina Makarovová Jelena Vesninová          | 6–2, 3–6, 2–6          |
| Vítězka    | 39. | 27. září 2014      | Wu-chan, Čína                             | tvrdý      | Flavia Pennettaová      | Cara Blacková Caroline Garciaová                | 6–4, 5–7, [12–10]      |
| Vítězka    | 40. | 18. října 2014     | Moskva, Rusko                             | tvrdý (h)  | Flavia Pennettaová      | Caroline Garciaová Arantxa Parra Santonja       | 6–3, 7–5               |
| Vítězka    | 41. | 10. ledna 2015     | Brisbane, Austrálie                       | tvrdý      | Sabine Lisická          | Caroline Garciaová Katarina Srebotniková        | 6–2, 7–5               |
| Vítězka    | 42. | 20. března 2015    | Indian Wells, Spojené státy               | tvrdý      | Sania Mirzaová          | Jekatěrina Makarovová Jelena Vesninová          | 6–3, 6–4               |
| Vítězka    | 43. | 4. dubna 2015      | Miami, Spojené státy                      | tvrdý      | Sania Mirzaová          | Jekatěrina Makarovová Jelena Vesninová          | 7–5, 6–1               |
| Vítězka    | 44. | 12. dubna 2015     | Charleston, Spojené státy                 | antuka     | Sania Mirzaová          | Casey Dellacquová Darija Juraková               | 6–0, 6–4               |
| Finalistka | 17. | 17. května 2015    | Řím, Itálie                               | antuka     | Sania Mirzaová          | Tímea Babosová Kristina Mladenovicová           | 4–6, 3–6               |
| Vítězka    | 45. | 11. července 2015  | Wimbledon, Londýn, Spojené království     | tráva      | Sania Mirzaová          | Jekatěrina Makarovová Jelena Vesninová          | 5–7, 7–6(7–4), 7–5     |
| Vítězka    | 46. | 13. září 2015      | US Open, New York, Spojené státy          | tvrdý      | Sania Mirzaová          | Casey Dellacquová Jaroslava Švedovová           | 6–3, 6–3               |
| Vítězka    | 47. | 26. září 2015      | Kanton, Čína                              | tvrdý      | Sania Mirzaová          | Sü Š'-lin Jou Siao-ti                           | 6–3, 6–1               |
| Vítězka    | 48. | 3. října 2015      | Wu-chan, Čína (2)                         | tvrdý      | Sania Mirzaová          | Irina-Camelia Beguová Monica Niculescuová       | 6–2, 6–3               |
| Vítězka    | 49. | 10. října 2015     | Peking, Čína                              | tvrdý      | Sania Mirzaová          | Čan Jung-žan Čan Chao-čching                    | 6–7(9–11), 6–1, [10–8] |
| Vítězka    | 50. | 1. listopadu 2015  | Singapur, Singapur                        | tvrdý (h)  | Sania Mirzaová          | Garbiñe Muguruzaová Carla Suárezová Navarrová   | 6–0, 6–3               |
| Vítězka    | 51. | 9. ledna 2016      | Brisbane, Austrálie (2)                   | tvrdý      | Sania Mirzaová          | Angelique Kerberová Andrea Petkovicová          | 7–5, 6–1               |
| Vítězka    | 52. | 15. ledna 2016     | Sydney, Austrálie (2)                     | tvrdý      | Sania Mirzaová          | Caroline Garciaová Kristina Mladenovicová       | 1–6, 7–5, [10–5]       |
| Vítězka    | 53. | 29. ledna 2016     | Australian Open, Melbourne, Austrálie (5) | tvrdý      | Sania Mirzaová          | Andrea Hlaváčková Lucie Hradecká                | 7–6(7–1), 6–3          |
| Vítězka    | 54. | 14. února 2016     | Petrohrad, Rusko                          | tvrdý (h)  | Sania Mirzaová          | Věra Duševinová Barbora Krejčíková              | 6–3, 6–1               |
| Finalistka | 18. | 24. dubna 2016     | Stuttgart, Německo                        | antuka (h) | Sania Mirzaová          | Caroline Garciaová Kristina Mladenovicová       | 6–2, 1–6, [6–10]       |
| Finalistka | 19. | 7. května 2016     | Madrid, Španělsko                         | antuka     | Sania Mirzaová          | Caroline Garciaová Kristina Mladenovicová       | 4–6, 4–6               |
| Vítězka    | 55. | 15. května 2016    | Řím, Itálie                               | antuka     | Sania Mirzaová          | Jekatěrina Makarovová Jelena Vesninová          | 6–1, 6–7(5–7), [10–3]  |
| Finalistka | 20. | 13. srpna 2016     | Rio de Janeiro – LOH, Brazílie            | tvrdý      | Timea Bacsinszká        | Jekatěrina Makarovová Jelena Vesninová          | 4–6, 4–6               |
| Finalistka | 21. | 21. srpna 2016     | Cincinnati, Spojené státy                 | tvrdý      | Coco Vandewegheová      | Sania Mirzaová Barbora Strýcová                 | 5–7, 4–6               |
| Vítězka    | 56. | 18. března 2017    | Indian Wells, Spojené státy               | tvrdý      | Čan Jung-žan            | Lucie Hradecká Kateřina Siniaková               | 7–6(7–4), 6–2          |
| Finalistka | 22. | 16. dubna 2017     | Biel/Bienne, Švýcarsko                    | tvrdý (h)  | Timea Bacsinszká        | Monica Niculescuová Sie Šu-wej                  | 7–5, 3–6, [7–10]       |
| Vítězka    | 57. | 13. května 2017    | Madrid, Španělsko                         | antuka     | Čan Jung-žan            | Tímea Babosová Andrea Hlaváčková                | 6–4, 6–3               |
| Vítězka    | 58. | 21. května 2017    | Řím, Itálie                               | antuka     | Čan Jung-žan            | Jekatěrina Makarovová Jelena Vesninová          | 7–5, 7–6 (7–4)         |
| Vítězka    | 59. | 25. června 2017    | Mallorca, Španělsko                       | tráva      | Čan Jung-žan            | Jelena Jankovićová Anastasija Sevastovová       | bez boje               |
| Vítězka    | 60. | 1. července 2017   | Eastbourne, Spojené království            | tráva      | Čan Jung-žan            | Ashleigh Bartyová Casey Dellacquová             | 6–3, 7–5               |
| Vítězka    | 61. | 19. srpna 2017     | Cincinnati, Spojené státy                 | tvrdý      | Čan Jung-žan            | Sie Šu-wej Monica Niculescuová                  | 4-6, 6-4, [10-7]       |
| Vítězka    | 62. | 10. září 2017      | US Open, New York, Spojené státy (3)      | tvrdý      | Čan Jung-žan            | Lucie Hradecká Kateřina Siniaková               | 6–3, 6–2               |
| Vítězka    | 63. | 30. září 2017      | Wu-chan, Čína (3)                         | tvrdý      | Čan Jung-žan            | Šúko Aojamová Jang Čao-süan                     | 7–67–5, 3–6, [10–4]    |
| Vítězka    | 64. | 8. října 2017      | Peking, Čína (2)                          | tvrdý      | Čan Jung-žan            | Tímea Babosová Andrea Hlaváčková                | 6–1, 6–4               |